# Geschichte der Philosophie

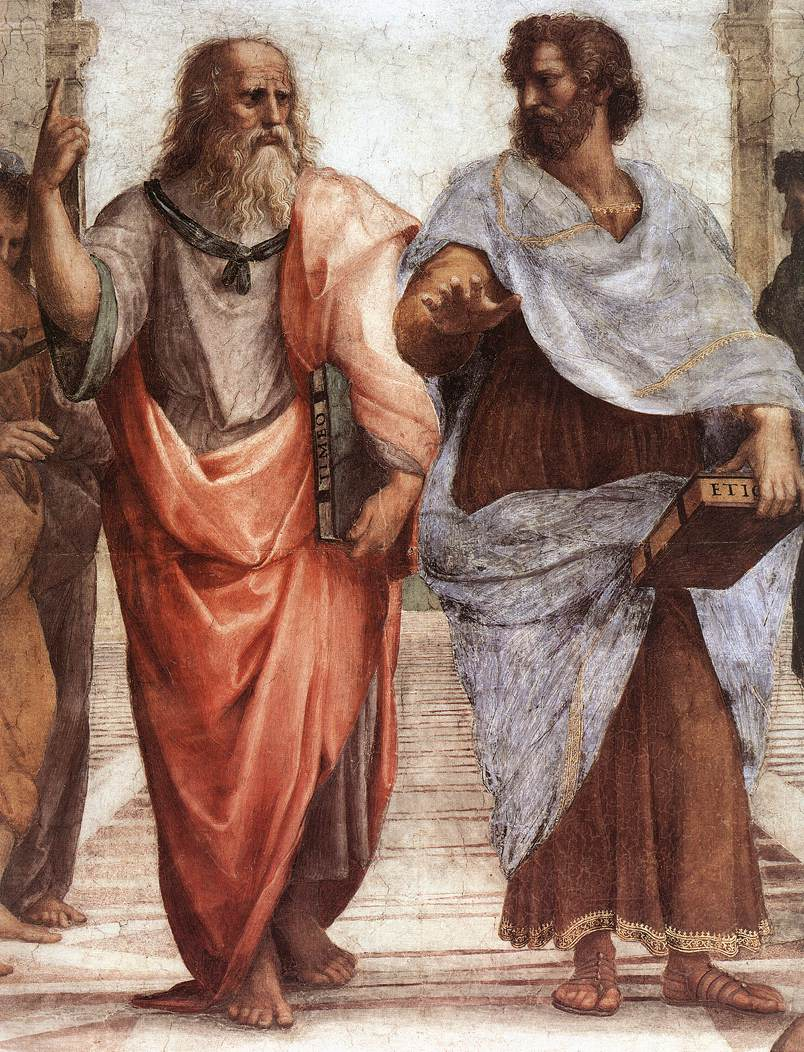
Die Schule von Athen von Raffael, 1509. Detail: Platon und Aristoteles

Die Geschichte der Philosophie oder Philosophiegeschichte hat die Entwicklung des theoretischen Nachdenkens über die Welt und die in ihr herrschenden Prinzipien vom Beginn der europäischen Philosophie im antiken Griechenland des 6. Jahrhunderts v. Chr. bis zur Gegenwart zum Gegenstand. Als philosophische Disziplin nimmt die Philosophiegeschichtsschreibung interpretierend zu den historischen Entwürfen Stellung, versucht diese in ihrem jeweiligen Zusammenhang zu verstehen und untersucht, ob und inwiefern sich hieraus Lehren für die Gegenwart ziehen lassen. Die Theorie der Philosophiegeschichte untersucht Methoden, Kategorien und Bedeutsamkeit des historischen Zugangs zur Philosophie.
Es gehört zu den Eigentümlichkeiten der Philosophie, dass sie im Lauf ihrer Geschichte immer wieder grundsätzlich neue Erklärungsmodelle zu den ihr eigenen immerwährenden Fragen nach dem Erkennbaren, nach dem richtigen Handeln oder nach dem Sinn des Lebens hervorgebracht hat. Dabei müssen Philosophen sich jeweils mit ihren Antworten an die Erkenntnisse der Sachwissenschaften anpassen und deren aktuellen Wissensstand zur Erklärung der Welt heranziehen. Die Geschichte der Antworten fließt somit stets in die aktuellen Erklärungen mit ein. Aus diesem systematischen Unterschied zu den Wissenschaften erklärt sich das besondere Interesse der Philosophie an der eigenen Ideengeschichte.

## Typen des Geschichtsbezugs
Es können unterschiedliche Aspekte als „Typen des Geschichtsbezugs“ zur Klärung des historischen Selbstverständnisses betrachtet werden, die unterschiedliche Funktionen erfüllen:
1. Das Zusammentragen der Lebensdaten, Werke und Auffassungen der Philosophen der Vergangenheit ermöglicht eine Übersicht über das schon vorhandene Denken und die Entstehung der heutigen Positionen (Ideengeschichte als historische Realität – res gestae, Informationsfunktion).
2. Durch Ordnen und Erkennen von systematischen Zusammenhängen werden Begriffe und Grundgedanken geklärt (Begriffsgeschichte, Fundus bestehender Argumente).
3. Man findet die im Laufe der Philosophiegeschichte immer wieder gestellten Fragen und die darauf gegebenen unterschiedlichen Antworten (Problemgeschichte, Relativierung einzelner Positionen).
4. Man kann versuchen festzustellen, ob es in der Philosophiegeschichte einen Fortschritt gibt, so etwas wie eine zielgerichtete Entwicklung (Philosophiegeschichtsphilosophie,[3] Wahrheits- und Geltungsfrage).
5. In einer Selbstbetrachtung werden Methoden und Formen der Philosophiegeschichtsschreibung in ihrer historischen Entwicklung untersucht (Geschichte der Philosophiegeschichte als „Erinnerungsreflexion – historia rerum gestarum“).[4]

Philosophiegeschichte kann man personenorientiert, werkorientiert oder problemorientiert angehen. Ein weiterer Ansatz besteht in der Einteilung nach großen Epochen, wobei die wesentlichen Personen mit ihren wesentlichen Werken und ihre Antworten zu den wesentlichen Fragen herausgearbeitet werden. Soweit die jeweiligen Philosophiehistoriker die eigene Interpretation mitliefern, ist es erforderlich, alternative Darstellungen und insbesondere auch die Originalschriften heranzuziehen, um eine eigene Beurteilung vornehmen zu können. Die Auseinandersetzung mit der Philosophiegeschichte kann, je nach der intendierten Funktion, in verschiedenen Formen erfolgen, etwa dokumentarisch, polemisch, topisch, narrativ, argumentativ oder etwa hermeneutisch.

## Der Nutzen der Philosophiegeschichte
Die Aufgabenstellung der Philosophie ist eine ganz andere als in den positiven Wissenschaften, seien es Naturwissenschaften oder Geistes- und Gesellschaftswissenschaften, in denen schrittweise Wissen angesammelt, korrigiert und fortwährend durch bessere, differenziertere oder grundsätzlich neue Theorien ersetzt wird. Die Philosophie versucht hingegen, Antworten auf ganz allgemeine Fragen zu geben, mit denen die Zusammenhänge in der Welt erklärt werden können. Berühmt sind die Fragen Immanuel Kants: Was kann ich wissen? Was soll ich tun? Was darf ich hoffen? Was ist der Mensch? (KrV B 833; Vorlesungen über Logik VIII) Diese oder alle daraus abgeleiteten Fragen stellen sich im Verlaufe der Geschichte immer wieder neu, weil die gesellschaftlichen Verhältnisse, aber auch das Wissen über die Natur sich immer weiter entwickeln. Man spricht deshalb von einer Philosophia perennis, einer immerwährenden Philosophie. Hegel meinte, dass die Philosophie ihre Zeit in Gedanken fasst. Weil die alten Fragen bestehen bleiben und im Zeitablauf bestenfalls differenziert und systematisiert wurden, hat es den Anschein, als gäbe es in der Philosophie keinen Fortschritt. In diesem Sinne wird oftmals auch die Äußerung Whiteheads zitiert, dass die ganze europäische Philosophiegeschichte nur aus Fußnoten zu Platon bestünde. Whitehead wollte allerdings nur den Gedankenreichtum Platons hervorheben, ohne dessen Nachfolgern Abbruch zu tun. Kant sprach sogar von einem „Herumtappen“ und von philosophischen „Nomaden“ (KrV B VII), weil in der Geschichte vielfältige, oftmals widersprüchliche und gegensätzliche Auffassungen die Debatte beherrschten. Ulrich Johannes Schneider spricht von einem „Stimmengewirr der Legenden“ Drastisch ist die Bestandsaufnahme bei Wilhelm Dilthey: „Grenzenlos, chaotisch liegt die Mannigfaltigkeit der philosophischen Systeme hinter uns […] wir blicken zurück auf ein unermeßliches Trümmerfeld religiöser Traditionen, metaphysischer Behauptungen, demonstrierter Systeme: Möglichkeiten aller Art […] hat der Menschengeist durch viele Jahrhunderte versucht und durchgeprobt, und die methodische, kritische Geschichtsforschung erforscht jedes Bruchstück, jeden Rest dieser langen Arbeit unseres Geschlechts. Eins dieser Systeme schließt das andere aus, eins widerlegt das andere, keines vermag sich zu beweisen.“
Es stellt sich die grundsätzliche Frage nach dem Nutzen der Beschäftigung mit der Philosophiegeschichte. Man könnte doch versuchen, anhand eines fortzuschreibenden Kanons die Fragen unmittelbar aus dem Wissen der Gegenwart abzuleiten und die Antworten in einem Kompendium zusammenzufassen, das einer Erneuerung entsprechend dem Fortschritt der Wissenschaften durch jeweilige Neuauflagen Rechnung trägt. Man würde mit einem solchen Vorgehen allerdings darauf verzichten, auf die vielen klugen Antworten zuzugreifen, die frühere Philosophen bereits erarbeitet hatten. Die Erfahrungsbasis der Philosophie liegt nicht in empirischen Tatsachen, sondern in den in ihrer Geschichte entwickelten Theorien. Man würde vor allem ignorieren, dass man sich dem vollen Gehalt einer Frage erst im breiten Diskurs der Philosophen annähern kann. Jede philosophische Theorie muss sich von alternativen Theorien kritisch abgrenzen und hierzu gehören auch die maßgeblichen Theorien der Vergangenheit. Das Wesentliche der Antworten Kants auf seine Fragen ist, dass der Mensch in seinen Fähigkeiten begrenzt ist und sich ihm die philosophischen Fragen immer wieder neu stellen.
Es gibt Philosophen wie Karl Jaspers, die die Auseinandersetzung mit historischen Positionen als ein intellektuelles Gespräch betrachten, das das eigene Denken befördert. Nur so – so Hans Georg Gadamer – ist es möglich, dass eine „Wahrheit erkannt wird, die auf anderem Wege nicht erreichbar ist.“ Die Auseinandersetzung mit den großen Denkern wird selbst zu einer „Weise des Philosophierens“ Ähnlich betonte Whitehead, dass gerade die Unstimmigkeiten und ungelösten Fragen vergangener Positionen Ansätze für die Weiterentwicklung neuer Theorien und Spekulationen geben. Gerade hierin liegt der Motor des Fortschritts. Andere, wie Hegel, sehen in der Geschichte der Philosophie eine Denkentwicklung, so dass man das Denken der Gegenwart nur verstehen kann, wenn man seine Entstehung versteht. Erst dann kann man Prinzipien und Leitgedanken entwickeln, die auch systematisch für die Antworten der Philosophie grundlegend sind. Hier wird die Auseinandersetzung mit der Philosophiegeschichte ein originäres Philosophieren und nicht bloß die Wiedergabe von historischen Lehrmeinungen (Doxographie). Entsprechend fordert Wolfgang Röd eine „philosophierenden Geschichte der Philosophie“. Die Erzählung der Geschichte beruht dann nicht mehr allein auf dokumentarischen, sondern auch auf begrifflichen Beweisen, die der Interpretation des philosophierenden Historikers zugrunde liegen. Arthur Schopenhauer hielt hingegen den Zugang zur Philosophiegeschichte anhand von deren Darstellung durch Philosophieprofessoren für wenig sinnvoll, weil hierdurch der Gehalt verkürzt und verzerrt werde. „Statt der selbsteigenen Werke der Philosophen allerlei Darlegungen ihrer Lehren, oder überhaupt Geschichte der Philosophie zu lesen, ist wie wenn man sein Essen von einem Anderen kauen lassen wollte.“ Statt einer Darstellung würde eine Sammlung wichtiger Textauszüge viel hilfreicher sein. Nur durch das Studium der originären Schriften könne man sich dem Denken der historischen Vorbilder wirklich nähern. Schopenhauer betonte dann, dass seine Ausführungen das eigene Denken aufgrund des Studiums von Originalwerken darstellen. Diese Sicht wurde etwa auch von Fritz Mauthner betont: „Die beiden Umstände, die eine ernsthafte Philosophiegeschichte nicht zulassen, beziehen sich auf den festen Standpunkt des Darstellers und auf die Undarstellbarkeit des Darzustellenden. Wie wenn ein Photograph die Luftbewegung auf die Platte bringen wollte, besäße aber kein Stativ für seinen Apparat und keine für die Luft empfindliche Platte.“
Dagegen steht die Auffassung, dass es in der Philosophiegeschichte das Wesentliche und Überdauernde zu finden gilt. Martin Heidegger bemerkte hierzu: „Wir mögen noch so fleißig zusammenscharren, was Frühere schon gesagt haben, es hilft uns nichts, wenn wir nicht die Kraft der Einfachheit des Wesensblickes aufbringen.“ Nicolai Hartmann, der allerdings eine reine Historiographie für wertlos hielt, stimmte dem zu: „Was wir brauchen, das ist der Historiker, der zugleich Systematiker auf der Höhe seiner Zeit ist – der Historiker, der um die Aufgabe des Wiedererkennens weiß und für sie die Voraussetzung systematischer Fühlung mit den Problemen mitbringt.“ Victor Kraft hat dem entgegen bestritten, dass die Beschäftigung mit der Philosophiegeschichte überhaupt einen wesentlichen Ertrag bringen kann: „So besteht nun ein großer Teil der Philosophie, wie sie öffentlich gelehrt wird, in Übersichten ihrer eigenen Vergangenheit. Und diese bieten nun fast ausnahmslos dieses selbe Bild. Denker um Denker erscheint auf der Bühne, jeder wird in liebevoller mitgehender Darstellung vorgeführt, man stellt sich ganz auf seinen Standpunkt, baut Metaphysik mit dem Metaphysiker, wird skeptisch mit dem Skeptiker und kritisch mit dem Kritizisten, und, wenn die Fülle der Gestalten vorüber gewandelt ist, so steht nicht ein Bau da, groß und gewaltig, an dem sie alle gearbeitet haben, sondern es bleibt nur die Erinnerung ihres Zwiespalts, und ihrer Unvereinbarkeit und ihrer verwirrenden Fülle.“ Vittorio Hösle fordert stattdessen „einen Mittelweg zwischen einer Philosophie ohne das Bewußtsein der eigenen Geschichtlichkeit und einer in Gelehrsamkeit ohne systematische Perspektive versinkenden Philosophiehistorie“. Hösle wendet sich gegen alle Spielarten des Relativismus, seien es der Historismus, ein Pluralismus oder ein Skeptizismus. Jede Position, auch eine relativistische, kann am Ende nur ernsthaft vorgetragen werden, wenn sie einen Anspruch auf Wahrheit erhebt. „Dass aber trotz Geschichtlichkeit Wahrheit möglich sein muss, hat sich als Bedingung der Möglichkeit einer jeden Theorie gezeigt. Selbstteleologiesierung ist daher für eine jede Philosophie notwendig.“
Friedrich Nietzsche, für den als Philologen die Auseinandersetzung mit der Antike Ausgangspunkt des philosophischen Denkens war, hat sich in seiner frühen Schrift Vom Nutzen und Nachteil der Historie für das Leben ausführlich mit dem Sinn der Philosophiegeschichte auseinandergesetzt. Nietzsches Verhältnis zur Geschichte der Philosophie war zwiespältig. Zum einen ermöglicht sie Einsichten: „Nun sind philosophische Systeme nur für ihre Gründer ganz wahr: für alle späteren Philosophen gewöhnlich Ein großer Fehler, für die schwächeren Köpfe eine Summe von Fehlern und Wahrheiten. Als höchstes Ziel jedenfalls aber ein Irrthum, insofern verwerflich. Deshalb mißbilligen viele Menschen jeden Philosophen, weil sein Ziel nicht das ihre ist; es sind die Fernestehenden. Wer dagegen an großen Menschen überhaupt seine Freude hat, hat auch seine Freude an solchen Systemen, seien sie auch ganz irrthümlich: sie haben doch einen Punkt an sich, der ganz unwiderleglich ist, eine persönliche Stimmung, Farbe, man kann sie benutzen, um das Bild des Philosophen zu gewinnen: wie man vom Gewächse an einem Orte auf den Boden schließen kann.“ Zum anderen ist es gefährlich, Vergangenes mit gedanklichen Konstruktionen in ein Korsett zu zwängen und so „Begriffsgespinste“ zu erzeugen: „Nach ihnen greifend wähnt er [der Gebildete] die Philosophie zu haben, nach ihnen zu suchen klettert er an der sogenannten Geschichte der Philosophie herum — und wenn er sich endlich eine ganze Wolke von solchen Abstraktionen und Schablonen zusammengesucht und aufgethürmt hat — so mag es ihm begegnen, daß ein wahrer Denker ihm in den Weg tritt und sie — wegbläst.“
Auch für Henri Bergson war der Zugang zur Philosophie über ihre Geschichte problematisch. Den Zugang zum Wahren erhält der Philosoph über seine philosophische Intuition. Dieses Wissen aus der Intuition, der einfache und tiefe Grundgedanke, ist das, was alle zeitgeschichtlichen Perspektiven überdauert. „Gewiss haben wir damit nicht ganz Unrecht, denn eine Philosophie gleicht mehr einem Organismus als einem Agglomerat. […] Aber abgesehen davon, daß dieser neue Vergleich der Geschichte des Denkens eine größere Kontinuität zuschreibt, als ihr wirklich innewohnt, ist er auch insofern unpassend, als er unsere Aufmerksamkeit auf die äußere Komplikation des Systems und auf das richtet, was in seiner oberflächlichen Form ableitbar erscheint, anstatt die Neuheit und Einfachheit des Grundes hervortreten zu lassen.“

## Zugänge zur Philosophiegeschichte

### Orientierung auf das eigene Denken
Der Umgang mit der eigenen Geschichte hat in der Philosophie selbst eine lange Tradition. Bereits bei Aristoteles finden sich in dessen Metaphysik ausführliche Darlegungen zu den Gedanken seiner Vorläufer. Dabei ist offensichtlich, dass es Aristoteles nicht um eine philologische Aufarbeitung ging. Er war kein Historiker. Er nutzte vielmehr die Überlieferungen als Fundament seines eigenen Gedankengebäudes und man gewinnt den Eindruck, dass alles Denken vor ihm auf seine eigene Philosophie zuläuft, die damit zur Fortentwicklung der bisherigen Philosophie und zu ihrem Höhepunkt wird. Bei Aristoteles bedeutet Auseinandersetzung mit Philosophiegeschichte ihre Interpretation und Transformation. Es ist ein erstes Konzept, die Geschichte der Philosophie als Fortschritt zu denken. Auch Kants Bemühen, mit seinem kritischen Ansatz in der Kritik der reinen Vernunft, dem Dogmatismus und Skeptizismus eine Absage zu erteilen und einen Mittelweg zwischen Empirismus und Rationalismus zu finden, liegt ein Entwicklungsdenken hin zur eigenen Philosophie zugrunde. „Hegels begriffliche Virtuosität hat sich nicht zuletzt darin gezeigt, die Geschichte der Philosophie insgesamt so zu schreiben, daß sie als ein universaler, zu Hegels eigenem System hinführender Lernprozeß verstanden werden kann“, so Jürgen Habermas. Auch Jaspers kritisierte, dass Hegel zum Teil ausgelassen habe, „was anderen Denkern gerade das Wesentliche war“. Hermann Cohen betont gegen seine Kritiker, dass seine Trilogie zu den drei Kritiken Kants für ihn von systematischem Interesse sei.
Aristoteles verwendete außerdem die Lehren seiner Vorgänger ganz im Sinne einer modernen Topologie zur phänomenologischen Erfassung des Feldes an Problemen, Ideen und Argumenten, die es aus seiner Sicht galt, von Irrtümern zu befreien oder weiterzuentwickeln. Entsprechende dialektische Einführungen in ein Thema finden sich etwa in Physik I über die Zahl und die Natur der Prinzipien, in Physik IV über die Zeit, in De anima über die Seele und in der Metaphysik A zur Analyse der Ursachen. Bei Platon gibt es eine überblickshafte Zusammenstellung vergangener Positionen nur im Sophistes (241b – 247d) in Hinblick auf die Zahl und die Natur des Seienden.
Ein ganz ähnliches Vorgehen findet sich im 20. Jahrhundert bei Martin Heidegger oder Whitehead, der in Prozess und Realität bestimmte Ideen einer bestimmten Gruppe großer Philosophen (Platon, Aristoteles, Newton, Locke, Leibniz, Hume und Kant) als Spiegel für die Entwicklung seiner eigenen Gedanken nutzte. Ähnlich war Kant für Charles S. Peirce ein wichtiger Ideengeber, obwohl dieser ganz eigenständige Positionen entwickelte. Insbesondere Heidegger benutzte die Geschichte im negativen Sinn, indem ihm die Metaphysik und ihre großen geschichtlichen Vertreter als Ausgangspunkt dienten, seine eigenen kritischen Gedanken zu entwickeln. Die metaphysischen Konzepte waren ihm „Etappen der fortschreitenden Seinsvergessenheit“, die er zurückband auf die Ursprünge des Seinsdenkens bei Parmenides und Heraklit. Heidegger entzog sich dem Anspruch, historische Positionen hermeneutisch lediglich nachzuvollziehen, sondern benutzte etwa Platon, Aristoteles, Kant oder Hegel zur Entfaltung seiner eigenen Fragestellung. „[…]; verstehen. das heißt nicht lediglich zur konstatierenden Kenntnis nehmen, sondern das Verstandene im Sinne der eigensten Situation und für diese ursprünglich wiederholen. […] Verstehende Vorbildnahme, der es um sich selbst geht, wird von Grund aus die Vorbilder in die schärfste Kritik stellen und zu einer möglichen fruchtbaren Gegnerschaft ausbilden.“ Ähnlich sind die Vorlesungen zur Geschichte der Moralphilosophie von John Rawls eine kritische Auseinandersetzung mit den Positionen von Hume, Leibniz, Kant und Hegel in Hinblick auf das eigene Konzept einer Theorie der Gerechtigkeit. Subjektive Verzerrungen können aber auch problematisch sein, so Nicolai Hartmann: „Ein Schulbeispiel dafür ist Eduard v. Hartmann in seiner 'Geschichte der Metaphysik', dgl. Natorp in seiner Auslegung von Descartes, Platon, Kant u. a.; jener sucht die ganze Geschichte auf das 'Unbewußte' hin ab, dieser macht aus den großen Denkern der Vorzeit unvollständige Neukantianer. Das ist mit Recht gerügt und bekämpft worden.“ Es gibt eine Unzahl von relativ kurzen, ein- oder zweibändigen Einführungen in die Philosophiegeschichte. Dies hat zwei Gründe. Zum einen fassen Philosophen hier ihre eigene Auseinandersetzung mit der Geschichte zusammen. Zum anderen sind sie das Material, anhand dessen Philosophen ihre eigenen Schüler in das philosophische Denken einführen. Zu den Klassikern zählen hier die Schriften Ernst von Asters oder Wilhelm Windelbands, aber auch Bertrand Russells Philosophie des Abendlandes. Ihnen gemeinsam ist, dass in ihrer Darstellung die Geschichte zu einer ineinander greifenden Denkentwicklung wird. Kurt Wuchterl und ebenso Kurt Flasch weisen hingegen darauf hin, dass die Philosophiegeschichte auch der Ort vielfältiger Kontroversen und ungelöster Probleme ist. Ähnlich bezeichnete schon Kant die Metaphysik als „Kampfplatz endloser Streitigkeiten“ oder als „Bühne des Streits“. Nicholas Rescher spricht vom „Streit der Systeme“ und Franz Kröner betrachtete die unübersichtliche Vielfalt als „Die Anarchie der philosophischen Systeme“.

### Der Weg der Vernunft
Eine neue Perspektive auf die Geschichte überhaupt entwarf Giambattista Vico in der Scienza nuova mit der These, dass sich Gottes Vorsehung nicht nur in der Natur, sondern auch in der politischen Welt als der Welt des intersubjektiven Geistes niederschlägt. Dabei ist die Allmacht Gottes als immanent in der Welt anzusehen, so dass es keine Durchbrechung der Kausalordnung gibt. Vico interpretierte die Geschichte der menschlichen Kultur als „ein allmähliches Zu-Sich-Kommen“ der Vernunft. Geschichte in dieser Betrachtung ist nicht zufällig (kontingent), sondern hat eine Richtung, ein Ziel (Telos) der Entwicklung. Das Denken über Geschichte wird zur Geschichtsphilosophie.
In diesem Sinne – jedoch ohne eine theologische Begründung – sah auch Immanuel Kant eine Naturabsicht als treibende Kraft in der Geschichte, wobei die kulturelle Welt – bei allen immer wieder auftretenden Rückschlägen – auf dem Weg zu einem vernünftigen „Weltstand“ ist, so Kants geschichtsphilosophische Auffassung in der Idee zu einer allgemeinen Geschichte in weltbürgerlicher Absicht. Der Träger dieser allgemeinen, „sich aus Begriffen entwickelnden Vernunft“ ist nicht das Individuum, sondern die Gattung. Das teleologische Ziel der Geschichte ist die regulative Idee eines republikanischen Staats im ewigen Frieden. Naturzwecke sind nicht empirisch fassbar, sondern nur moralisch praktisch zu formulieren. In Hinblick auf die Philosophiegeschichte im Besonderen muss man bei Kant auf den Nachlass zurückgreifen. Er unterschied die historische Philosophiegeschichte als Erzählung des empirisch erfassbaren Materials von der rationalen, die a priori möglich ist. „Denn ob sie gleich Facta der Vernunft aufstellt [also nicht beweisbar ist] so entlehnt sie solche nicht von der Geschichtserzählung, sondern zieht sie aus der Natur der menschlichen Vernunft als philosophische Archäologie.“ Das Problem liegt für Kant darin, dass die endliche Vernunft des Menschen das Absolute nicht erkennen kann, mithin auch niemand mit Sicherheit weiß, inwieweit die praktischen Ideen dem „Übersinnlichen“ [Gott, dem „Transzendenten“, dem „Absoluten“] angenähert sind. „Die Philosophie ist hier gleich als Vernunftgenius anzusehen von dem man verlangt zu kennen was er hat lehren sollen u. ob er das geleistet hat.“ Der reinen Historiographie stand Kant kritisch gegenüber, zumindest war sie ihm kein Weg zum Philosophieren selbst: „Es gibt Gelehrte, denen die Geschichte der Philosophie […] selbst ihre Philosophie ist, für diese sind gegenwärtige Prolegomena nicht geschrieben. Sie müssen warten, bis diejenigen, die aus den Quellen der Vernunft selbst zu schöpfen bemüht sind, ihre Sache werden ausgemacht haben, und alsdann wird an ihnen die Reihe sein, von dem Geschehenen der Welt Nachricht zu geben.“ Die reine Nacherzählung ist für (den späten) Kant unergiebig. Erst die philosophische Auseinandersetzung ermöglicht, den eigentlichen vernunftgemäßen Gehalt zu erfassen. Dies erfordert aber ein bereits vorhandenes philosophisches Wissen. „Eine Geschichte der Philosophie ist von so besonderer Art, dass darin nicht von dem erzählt werden kann ohne vorher zu wissen was hätte geschehen sollen mithin auch was geschehen kann.“ Die eigene kritische Philosophie wird zum Maßstab des Philosophiehistorikers. Kant war damit für Hermann Lübbe der erste Denker, der die Vernunft „als das Produkt ihrer eigenen Genese“ verstanden hat.
Wissen ist nicht alles – so die Kurzformel der Kritik der Romantiker an der Aufklärung. Vernunft ist eine Dimension, die die Ganzheitlichkeit der Welt alleine nicht beschreiben kann. Die Geschichte kann man nicht richtig erfassen, wenn man ihr nicht auch poetisch und intuitiv begegnet und versucht, auch die Gefühlswelt der betrachteten Zeit nachzuempfinden. Die Konzentration auf das Rationale verpasst das Organische, das bereits bei Platon im Phaidon (70e ff) als Kreislauf thematisierte Werden und Vergehen in einer geschichtlichen Kultur. Diese von Hamann (Sokratische Denkwürdigkeiten) und Herder (Auch eine Philosophie der Geschichte zur Bildung der Menschheit) in die Debatte eingebrachten Gedanken wurden in der Romantik aufgenommen und neben anderen von Novalis (Blüthenstaub) und Schlegel erneut formuliert.
„Wenn die Geschichte die einzige Wissenschaft ist, könnte man fragen, wie verhält sich denn die Philosophie zu derselben? Die Philosophie selbst muß dem Geiste nach historisch, ihre Denk- und Vorstellungsart überall genetisch und synthetisch seyn; dies ist auch das Ziel, welches wir uns bei unserer Untersuchung vorgesetzt haben.“
Schlegel ergänzte das Konzept des Werdens, einer organischen Geschichte der Philosophie, um den Gedanken des Kreislaufs:
„Philosophisch kann man als allgemeines Gesetz für die Geschichte aufstellen, daß die einzelnen Entwicklungen gemäß dem für sie geltenden Gesetze des Ueberspringens in das Gegentheil Gegensätze bilden, in Epochen, Perioden zerfallen, das Ganze der Entwicklung aber einen Kreislauf bildet, in den Anfang zurückkehrt; ein Gesetz, welches allein auf Totalitäten anwendbar ist.“
Ganz wie die Romantiker ging auch Schelling von einer organischen Entwicklung in der Philosophiegeschichte aus. Zudem hob er die Einheit der Philosophie, die aus den verschiedenen Systemen geformt wird, hervor. Während Kant die Vernunft als Struktur analysierte, betrachtete Schelling sie als niemals abgeschlossenen Entwicklungsprozess, an dem die einzelnen philosophischen Systeme teilhaben. Die Philosophie wird zur lebendigen Wissenschaft, die unablässig neue, ineinander greifende Formen erzeugt. Die Philosophie als Ganzes bildet selbst ein zusammenhängendes System: „Das System also, das zum Mittelpunkt einer Geschichte der Philosophie dienen soll, muß selbst einer Entwicklung fähig seyn. In ihm muß ein organisierender Geist herrschen.“ Geschichte war für Schelling allerdings nur eine Zugangsweise zur Philosophie. Im gleichen Recht steht auch die Philosophie der Natur und beide sind durch eine Philosophie der Kunst zu ergänzen, in der Natur und Freiheit zusammentreten.
Hegel betrachtete ebenfalls die Philosophiegeschichte nicht als Sammlung zufälliger Meinungen, sondern als notwendigen Zusammenhang. Ziel der Geschichte ist die Entfaltung von Vernunft und Freiheit. Das Befassen mit Philosophiegeschichte ist für Hegel ein Prozess der Selbsterkenntnis der Vernunft. Im Gegensatz zu Kant wies Hegel der Geschichte eine objektive Realität zu, weil Vernunft als Ausdruck des Absoluten und Wirklichkeit für ihn eine Einheit bilden. Nur so hat Geschichte eine erkenntnisleitende Kraft.
„Die Taten der Geschichte der Philosophie sind keine Abenteuer – sowenig die Weltgeschichte nur romantisch ist –, nicht nur eine Sammlung von zufälligen Begebenheiten, Fahrten irrender Ritter, die sich für sich herumschlagen, absichtslos abmühen und deren Wirksamkeit spurlos verschwunden ist.
Ebensowenig hat sich hier einer etwas ausgeklügelt, dort ein anderer nach Willkür, sondern in der Bewegung des denkenden Geistes ist wesentlich Zusammenhang. Es geht vernünftig zu. Mit diesem Glauben an den Weltgeist müssen wir an die Geschichte und insbesondere an die Geschichte der Philosophie gehen.“
Geschichte der Philosophie ist für Hegel die Entwicklung des Weltgeistes, wie er in der Gegenwart zu sich kommt. Geschichte ist nicht als Vergangenes zu denken, sondern als Bild der Vergangenheit in der Gegenwart. Im Denken nimmt der absolute Geist die vergangenen Systeme in sich auf. „Die Entwicklung des Geistes ist Herausgehen, Sichauseinanderlegen und zugleich Zusichkommen.“ In das systematische Verstehen der philosophischen Fragen geht die historische Entwicklung ein und wird hier vereint zu einem gegenwärtigen Bild der Wahrheit, die selbst nicht geschichtlich ist. „Idee ist dann auch das Wahre und allein das Wahre. Wesentlich ist es nun die Natur der Idee, sich zu entwickeln und nur durch die Entwicklung sich zu erfassen, zu werden, was sie ist.“ Aus dem Entwicklungsgedanken wird die Geschichte der Philosophie zur Philosophie selbst, denn diese „ist nun für sich das Erkennen dieser Entwicklung und ist als begreifendes Denken selbst diese denkende Entwicklung. Je weiter diese Entwicklung gediehen, desto vollkommener ist die Philosophie.“ Hegel betont so den Fortschritt der Philosophie auf dem Weg zur Wahrheit in einer systematischen (dialektischen) Entwicklung. Die konkrete faktische Geschichte der Philosophie ist historischer Ausdruck, wie die selbst überzeitliche Philosophie in ihrer jeweiligen Zeit auf den Begriff gebracht wurde. Die Dialektik erfordert die Einsicht, dass jede Philosophie ihre Vorgänger notwendig voraussetzt. In ihrer Geschichte kommt die Philosophie als Ganzheit zum Ausdruck. Sie ist „ein organisches System, eine Totalität, welche einen Reichtum von Stufen und Momenten in sich enthält.“
Der Historismus verstand sich als Gegenbewegung zur Romantik und zum Idealismus. Mit der alleinigen Norm, historische Ereignisse „wertfrei“ zu erfassen, wurde auf eine philosophische Metatheorie verzichtet. Historische Urteile sollen sich unparteilich und ohne Voraussetzungen ausschließlich auf empirische Faktizität richten. Bei Johann Gustav Droysen verband sich diese „realistische“ Methodik mit der Hermeneutik Schleiermachers. Kant und Hegel wollten zeigen, wie sich ihr (jeweils unterschiedlicher) Begriff der „wahren Philosophie“ historisch realisiert hat. Die Historik sucht das Allgemeine, die Strukturmerkmale, in der Geschichte und konzentriert sich so auf das empirisch Gegebene, an dem sich historische Erzählung bewähren muss. Geschichtsschreibung ist so ein verstehendes Anschauen des mit wissenschaftlichen Mitteln Freigelegten. Zugleich wird Philosophie notwendig auch ein Verstehen der Geschichte, so Friedrich Schleiermacher:
„Denn wer die Geschichte der Philosophie vorträgt, muss die Philosophie besitzen, um die einzelnen Facta, welche ihr angehören, aussondern zu können, und wer die Philosophie besitzen will, muss sie historisch verstehen.“
Diese Auffassung des Verhältnisses von Philosophie und Geschichte reicht bis ins 20. Jahrhundert, wo der prominente Philosophiehistoriker Eduard Zeller die These vertrat, „daß nur der die Geschichte der Philosophie ganz versteht, der die vollendete Philosophie besitzt, und nur der zur wahren Philosophie kommt, den das Verständnis der Geschichte zu ihr hinführt.“
Ganz gegen Hegel und Kant gerichtet ist auch die Geschichtsauffassung Michel Foucaults, der im Sinne der Postmoderne zur „Zerstörung der großen Erzählungen“ (Lyotard) beitrug, sich selbst aber nicht als postmodern verstand. Foucault, der den Begriff der „Archäologie“ von Kant übernahm, ihn inhaltlich aber ganz anders füllte, bestritt die Existenz einer überzeitlichen Vernunft und betonte, dass es in der Geschichte nur historisch bedingte Rationalitätsformen gibt. Er hob hervor, dass Philosophen immer vom Denken ihrer Zeit und vom historisch kontingenten Hintergrund abhängen. Entsprechend trat Foucault für eine Philosophiegeschichte als fallbezogenen Institutionengeschichte ein und betonte die radikalen Diskontinuitäten im Geschichtsprozess.
Richard Rorty sieht vier traditionelle Zugangsweisen zur Philosophiegeschichte.
- (1) Viele analytische Philosophen versuchen große Philosophen als Zeitgenossen zu behandeln und formulieren deren Texte so, dass sie als Argumente in die gegenwärtigen Debatten einbezogen werden können. Diesen rationalen Rekonstruktionen wird häufig der Vorwurf des Anachronismus gemacht. Weil bei diesem Konzept die Fragen an den historischen Text aus der Perspektive des Interpreten gestellt werden, hängen auch die Antworten von dessen Sichtweise ab. Die Toten werden gleichsam umerzogen.
- (2) In der historischen Rekonstruktion versucht der Interpret sich in den Protagonisten, in dessen Begrifflichkeit und dessen historischen Kontext einzudenken. Hierbei kann man nach Rorty vor allem lernen, dass es andere Formen und Bedingungen des geistigen Lebens als in der Gegenwart gegeben hat. Versucht man in diesem Rahmen das moderne Wissen als Maßstab in der Interpretation anzulegen, gerät diese in die Gefahr der Selbstrechtfertigung. Man entwickelt ein Gefühl der Überlegenheit, wenn man versucht, die Irrtümer der Vorgänger aufzuzeigen, um die eigene Position zu untermauern.
- (3) In der Philosophiegeschichte als Geistesgeschichte stehen weniger einzelne philosophische Fragen, sondern mehr das Gesamtwerk eines Philosophen im Mittelpunkt. Rorty nennt als Beispiele einer solchen Philosophiegeschichtsschreibung Hegel, Heidegger, Reichenbach, Foucault, Blumenberg und McIntyre.[71] Bei diesem Zugang geht es weniger um die Lösung bestimmter Probleme, sondern um die Frage nach der richtigen Problemstellung, um die Bewertung einer bestimmten philosophischen Position. Wer war ein großer Philosoph und was hat er zur Lösung der Probleme der Philosophie beigetragen? Ist z. B. die Frage nach der Existenz Gottes eine wichtige, eine interessante oder überhaupt eine sinnvolle Frage für die Philosophie? Soweit der Philosophiehistoriker zu diesen Fragen selbst Stellung bezieht, liegt wiederum eine Selbstrechtfertigung der eigenen Auffassung vor. Ein grundlegendes Problem einer solchen Geschichtsschreibung ist der Kanon der dabei entsteht und dazu führt, dass das Vokabular der verschiedenen Epochen gleichnamig gemacht werden muss.
- (4) Als besonders fragwürdig in der Philosophiegeschichtsschreibung betrachtet Rorty die Doxographie etwa in der Form von Darstellungen der Gedanken von Thales bis Wittgenstein. Durch Verkürzungen werden die meisten der dargestellten Denker ihres gedanklichen Gehalts beraubt. Indem über die Epochen hinweg immer wieder die gleichen „Hauptprobleme der Philosophie“ vorgetragen werden, indem man versucht, Leibniz und Hegel, Nietzsche und Mill gleichnamig zu machen, dadurch dass man ihre Erkenntnistheorie, ihre Religionsphilosophie oder ihre Moralphilosophie vorträgt, werden die Auffassungen der Denker, ihre Bedeutung für die eigene Zeit ebenso wie für die Geistesgeschichte nicht in ihrer Tiefe erfasst, sondern verzerrt. Philosophie ist für Rorty keine „natürliche Art“, die von sich aus bestimmte Fragen vorgibt. Sie hat keine festen methodologischen oder begrifflichen Strukturen, sondern ist kontingent. Sie ist (mit Hegel und Dewey) das Erfassen der Gedanken der jeweiligen Zeit. Doxographische Philosophiegeschichte kann nur etwas Sinnvolles vermitteln, wenn sie sich auf den Kontext einer Epoche, auf wenige zusammenhängende Jahrhunderte beschränkt und damit der Form der historischen Rekonstruktion nahekommt.

Gegen die traditionellen Formen der Philosophiegeschichtsschreibung setzt Rorty die „Intellektualgeschichte“, ein Vorgehen, das für ihn komplexer und anspruchsvoller ist. Sie besteht aus Beschreibungen dessen, worauf es die Intellektuellen einer Zeit abgesehen haben, und bezieht den soziologischen, ökonomischen, politischen und kulturellen Rahmen der Epoche mit ein. Als Beispiele nennt Rorty Themen wie etwa „Die Entstehung der englischen Arbeiterklasse“ oder „Die Moralphilosophie im Harvard des 17. Jahrhunderts“. Hierdurch werden Lebensumstände und Handlungsmöglichkeiten eines bestimmten sozialen Raumes beleuchtet und nachvollziehbar gemacht. Erklärungen können dann in Wechselwirkung mit der Analyse zeitgenössischer Verhältnisse treten, ohne durch einen vorgeprägten Kanon eingeschränkt zu werden. Gute Studien dieser Art sind Voraussetzung zu erkennen, welche Philosophen besonders geeignet sind, als Helden der Philosophiegeschichte zu gelten, und welche Themen den Ehrentitel eines philosophischen Problems verdienen. Sie sind ebenso Grundlage einer guten rationalen oder historischen Rekonstruktion wie einer ausgewogenen Geistesgeschichte. Trotz seiner kritischen Haltung gegenüber der traditionellen Philosophiegeschichtsschreibung hält Rorty diese für sinnvoll:
„Ich bin zwar durchaus dafür, kanonische Vorschriften, die nur noch wunderlich wirken, abzuschaffen, aber ich glaube nicht, dass wir ganz ohne kanonische Regeln auskommen. Der Grund dafür ist, dass wir nicht ohne Helden auskommen. Wir brauchen Berggipfel, zu denen wir emporblicken. Wir müssen einander detaillierte Geschichten über die großen Toten erzählen, um unseren Hoffnungen, es weiter zu bringen als sie, konkrete Gestalt zu verleihen. Außerdem brauchen wir die Vorstellung, dass es so etwas [wie] „Philosophie“ im Sinne des Ehrentitels gibt, also die Vorstellung, dass es Fragen gibt, die – wenn wir nur schlau genug wären, sie zu stellen – jeder immer schon hätte aufwerfen sollen. Die Vorstellung können wir nicht preisgeben, ohne zugleich die Vorstellung preiszugeben, dass die Intellektuellen der bisherigen europäischen Geschichtsepochen eine Gemeinschaft bilden, der anzugehören ein Vorzug ist.“

### Philosophiehistorie

#### Antike

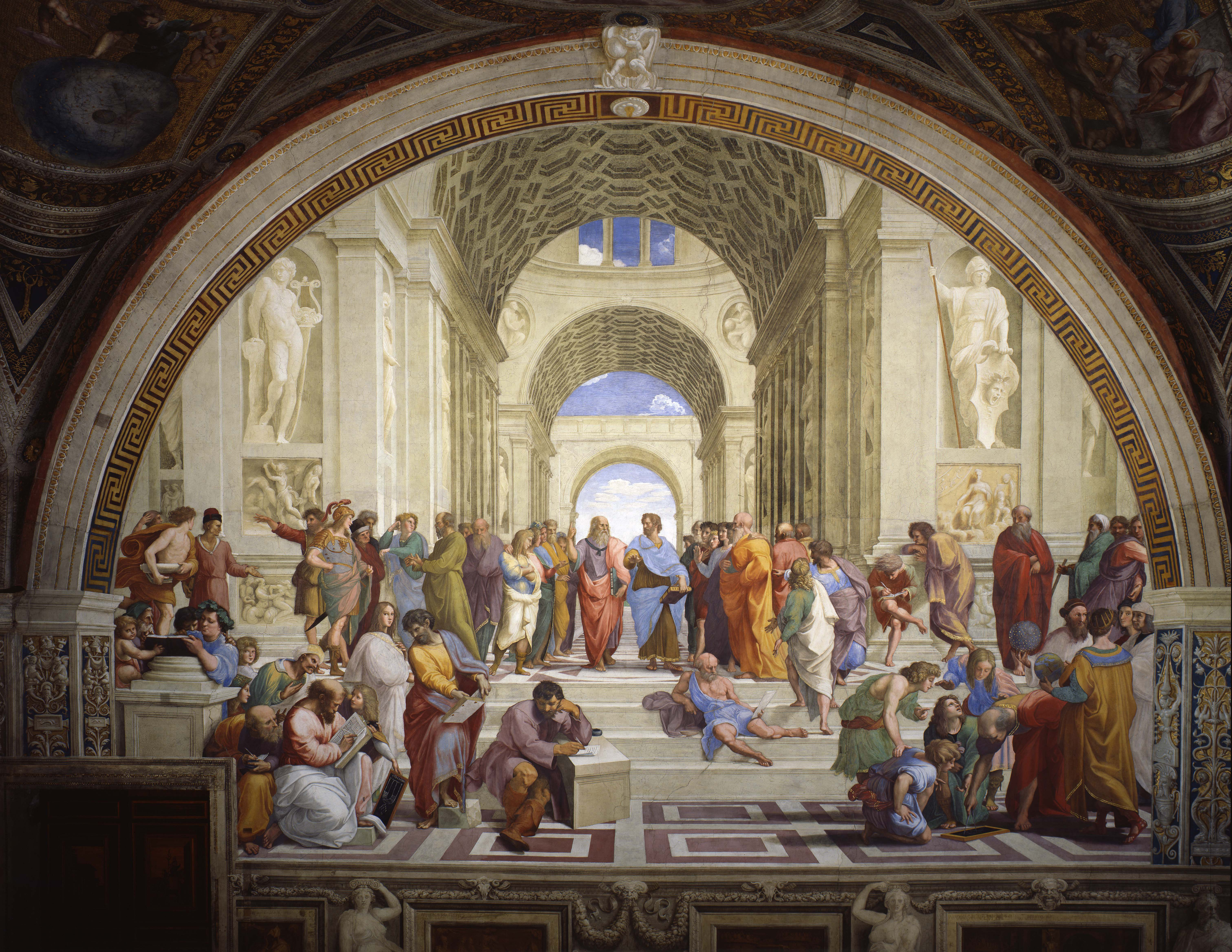
Raffaels „Die Schule von Athen“ (1510–1511), zeigt unter anderem wichtige Philosophen der Antike

Insgesamt reicht die Geschichte der Aufbereitung von Lehrmeinungen und Biografien früherer Philosophen bis in die Antike zurück. Die erste bekannte Darstellung der vorsokratischen Philosophie findet sich bei Hippias von Elis im 5. vorchristlichen Jahrhundert. Systematische Sammlungen früherer Lehrmeinungen entstanden im Peripatos, der Schule des Aristoteles, vor allem veranlasst durch Theophrast, die Hermann Diels als Doxographi graeci (Lehrschriften der Griechen) aufbereitet und herausgegeben hat. Ein eher unkritisch auf das Sammeln früherer Werke ausgerichtetes Zusammentragen von Quellen findet man bei Diogenes Laertios (Leben und Meinungen berühmter Philosophen), der ihre Biografien mit Anekdoten auffüllte. Da das Werk viele Exzerpte und Zitate enthält, ist es trotz aller methodologischen Unzulänglichkeiten ein wichtiger Baustein im Wissen über das antike Denken. Viele philosophiegeschichtliche Darstellungen im Mittelalter und der frühen Neuzeit greifen hierauf zurück oder sind lediglich Kompilationen davon, wie Walter Burleys Liber de vita et moribus philosophorum (Buch vom Leben und den Sitten der Philosophen, Anfang 14. Jahrhundert). Für die Überlieferung wichtig ist auch das Werk Ciceros, der in verschiedenen Schriften historische Betrachtungen anstellte (Academica: erste Prinzipien, De natura deorum: Gottesbegriff, De finibus: Darstellung der vier großen Schulen). Insbesondere schuf Cicero im Rahmen seiner Übersetzungen wichtige Grundlagen für das lateinische philosophische Vokabular. Wichtige überlieferte Vorläufer von Diogenes waren Plutarch und Sextus Empiricus. Eine weitere Quelle ist Flavius Philostratos, dessen Schriften unter anderem von Eunapios von Sardes ausgewertet wurden.
Viele der antiken Schriften, über die berichtet wird, sind verloren gegangen und konnten nur in Bruchstücken aus anderen Überlieferungen rekonstruiert werden. Auch die Werke von Platon und Aristoteles sind nur in Teilen verfügbar. Manche Autoren wie Demokrit sind fast ganz unbekannt geblieben, obwohl über ein umfangreiches Werk berichtet wird. Während die Schriften des Augustinus überliefert sind, gibt es kaum originäres Material von dessen pelagianischem Kontrahenten Julian. Dies führt zu Lücken in der Rezeption, weshalb das Bild der Denkweisen der historischen Epoche unvollständig und verzerrt bleiben muss.

#### Mittelalter
Die Quellen an Originaltexten von Autoren zur mittelalterlichen Philosophie sind im Vergleich zur Antike deutlich reichhaltiger, wenn auch nicht vollständig. Die Aufbereitung dieser Materialien setzte schon in der frühen Neuzeit ein, ist aber bis heute nicht abgeschlossen. So hat etwa Martin Heidegger über eine Schrift promoviert, die zu seiner Zeit Johannes Duns Scotus zugeschrieben wurde, aber heute als eine Schrift des Thomas von Erfurt gilt. Die kritische Ausgabe zu Scotus wurde 1950 begonnen und auf 100 Bände ausgelegt, von denen 60 Jahre später erst ein Teil vorliegt. Vor Jahren arbeiteten Historiker und Interpreten vielfach noch mit den Opera Omnia, der mit Fehlern behafteten „Wadding-Ausgabe“ aus dem Jahr 1639.
Inzwischen hat Kurt Flasch mit seinen 1982 bzw. 1986 veröffentlichten und ins Deutsche übertragenen Originaltexten und seiner Darstellung der mittelalterlichen Philosophie einen philologisch und philosophisch kompetenten Forschungsbeitrag geleistet. Diese Veröffentlichungen ermöglichen auch Autodidakten ein eigenes Studium des mittelalterlichen Philosophierens. Flasch möchte, dass „die Texte der mittelalterlichen Denker … als Dokumente ihrer Auseinandersetzung mit realen Erfahrungen …“ gelesen werden. Ein Forschungsüberblick des 19. und teilweise 20. Jahrhunderts zur Philosophie des Mittelalters findet sich bei Karl Vorländer.

#### Aufklärung

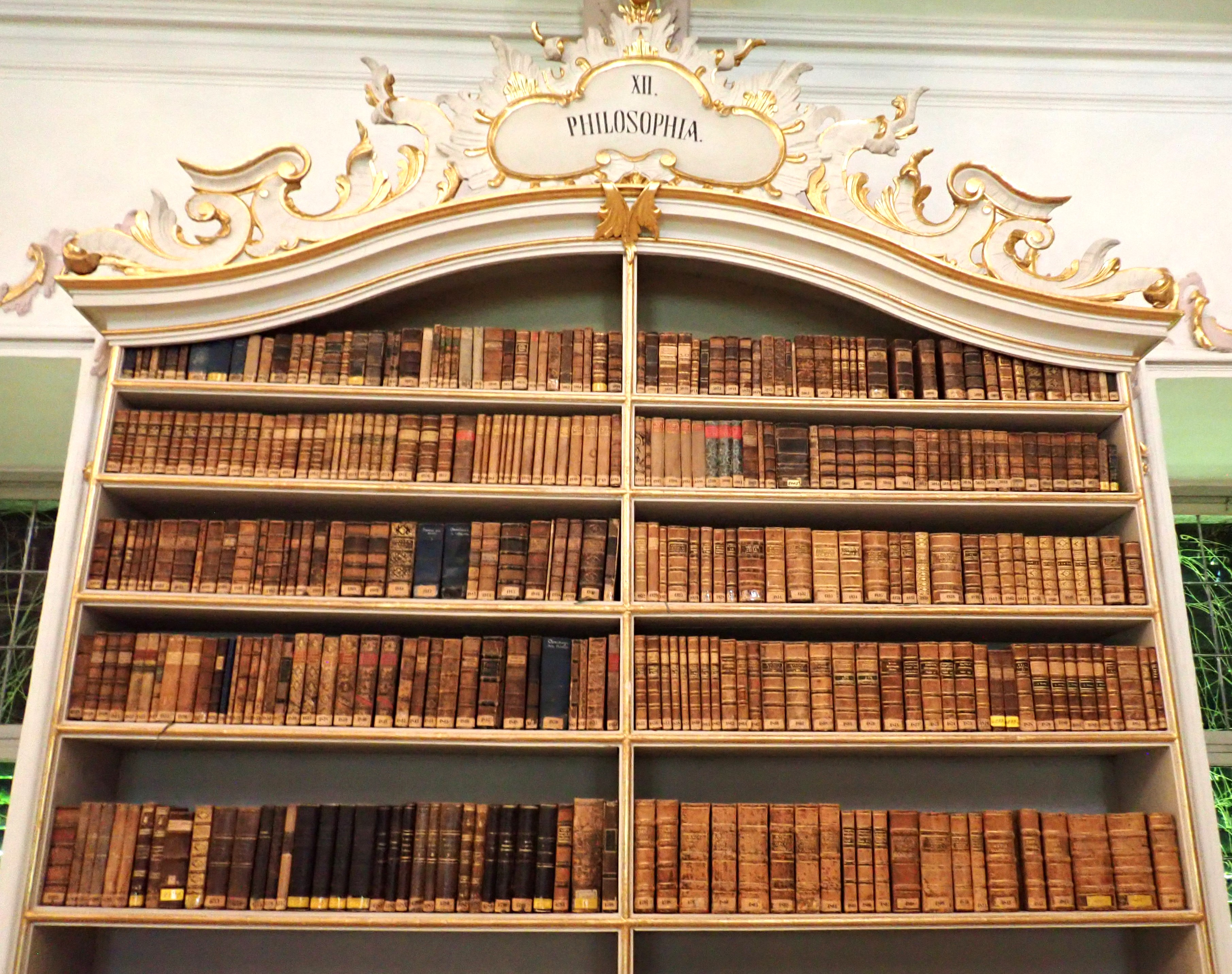
Philosophie im Bibliothekssaal des Klosters Neustift (Südtirol)

Die moderne, empirisch-wissenschaftliche Form der historischen Aufbereitung früher Schriften begann erst in der Aufklärung. Es ist der Beginn der kritischen Selbstreflexion der Philosophiehistoriker auf ihr Fach. Ein Ausgangspunkt kritischen Denkens ist der von Pierre Bayle zwischen 1695 und 1702 veröffentlichte Dictionnaire historique et critique. Zu den vorliegenden Darstellungen unter konkretem Bezug auf einen Fehler, den er bei Plutarch fand, meinte Bayles: „Das also ist der erbärmliche Zustand, in dem die so viel gerühmten Alten die Geschichte der Philosophie hinterlassen haben. Tausend Widersprüche überall, tausend unverträgliche Tatsachen, tausend falsche Daten.“ Als Begründer der modernen Philosophiegeschichtsschreibung gilt Jakob Brucker, dessen Historia Critica Philosophiae starken Einfluss auf Diderot und die Encyclopédie hatte. Noch früher erschienen die von Christoph August Heumann von 1715 bis 1727 ohne Hinweise auf die Autoren herausgegebenen Acta Philosophorum, das ist: Gründliche Nachrichten aus der Historia Philosophica, Nebst beygefügten Urtheilen von denen dahin gehörigen alten und neuen Büchern. Dieser betonte die Bedeutung der kritischen Methode und formulierte Reflexionen auf den Gegenstandsbereich der Philosophie. Zusätzlich zur philologischen Aufbereitung des Stoffs, die mit großer Präzision auszuführen ist, forderte Heumann eine philosophische Kritik, mit der einerseits Überlieferungsfehler entdeckt und andererseits Implausibilitäten der Quellen offengelegt werden können. Der Philosophiehistoriker wandelt sich bei ihm vom Sammler und Chronisten der Philosophiegeschichte zum reflektierenden philosophischen Interpreten.
Brucker, der sich sowohl auf Bayle als auch auf Heumann bezog, legte ein monumentales Werk mit mehreren mehrbändigen Schriften vor, von denen eine über 9000 Seiten in 7 Bänden (Kurze Fragen aus der philosophischen Historie, 1731) und eine andere über 7000 Seiten in fünf Bänden (Historica critica philosophiae, 1742) umfassen, wobei er Nachauflagen noch erweiterte. Das Besondere seiner Arbeit ist, dass er nicht mehr Historisches aneinanderreihte, sondern sich bemühte, Zusammenhänge und Wirkungen innerhalb und zwischen den verschiedenen Positionen aufzuzeigen. Dabei betrachtete er philosophisches Wissen als Teil des kulturellen Wissens einer Gesellschaft, das einzelne Philosophen hervorgebracht hatten. Bruckers Schriften galten lange als das philosophiegeschichtliche Grundlagenwerk überhaupt und dienten vielen zum Studium der Geschichte der Philosophie von Goethe über Kant und Hegel bis Schopenhauer. Hegel hielt die Verzerrungen, die bei der Strukturierung des Stoffes durch Brucker entstanden waren, für „Andichtung“, und nannte „die Darstellung in höchstem Grade unrein“.
In der zweiten Hälfte des 18. Jahrhunderts gewann die Idee des Fortschritts in der Geschichte an Bedeutung. Die Lösung des Denkens von der Vorstellung einer durch Gott gelenkten Ordnung öffnete den Blick auf das Subjekt und die Frage, wie der Mensch zu dem wurde, was er ist. Man warf Fragen der Anthropologie auf und die kulturelle Entwicklung wurde zum Thema. Herder schrieb die Idee zur Philosophie der Geschichte der Menschheit. In der frühen Aufklärung hatten Heumann und Brucker noch zu erklären versucht, wie die Denkgeschichte ein immer klareres Bild der Wahrheit herausschält. Die Philosophen der Renaissance hatten den Blick auf die Vergangenheit gerichtet und sahen ihr Ideal in der Antike. Mit der Umkehrung der Blickrichtung durch das Fortschrittsdenken der Aufklärung wurde die Geschichte als Weg der Vervollkommnung interpretiert. Vergangenheit erhielt nun den Status von etwas weniger Vollkommenen, weniger Aufgeklärten und daher Dunklerem. Turgot verwendete das Epochenschema des theologischen, metaphysischen und schließlich wissenschaftlichen Denkens, das sich später bei Auguste Comte als Drei-Stadien-Gesetz wiederfindet. Diese Fortschrittsidee prägte auch die Darstellungen der Philosophiegeschichte bei Joseph Marie Degérando oder Dietrich Tiedemann, in denen die Philosophie nur als Teil eines Entwicklungsgangs der Menschheit, ein Teil einer umfassenderen Universalgeschichte war. Die Arbeiten von Christoph Meiners oder Christian Garve standen in der gleichen Linie. Zugleich wandten sich viele Autoren dieser Zeit mit populären Themen in den in Mode gekommenen Journalen ganz im Sinne der Aufklärung an eine breite Öffentlichkeit jenseits der Universität.

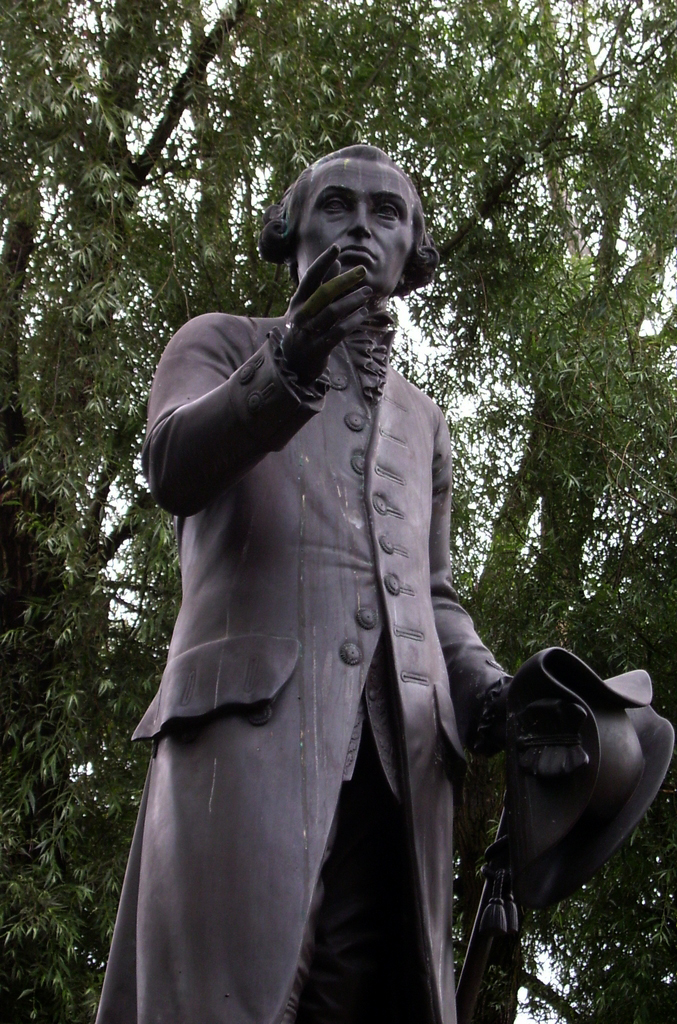
Denkmal Immanuel Kants von C.D. Rauch in seiner Heimatstadt Königsberg, heute Kaliningrad

Der Blick auf den Fortschritt hatte zudem die Frage nach dem Ursprung aufgeworfen, dem man in vielfältigen Längsschnitten mit Untersuchungen über die Entstehung der Sprache, der Entwicklung des Gottesbegriffs, der Vorstellung von Wahrheit u. a. m. nachging. Garve betonte das Problem sich verändernder Bedeutungen von Begriffen und forderte die Verwendung authentischer Quellen, damit der Sinn des Dargestellten richtig erfasst wird. Meiners hob die Wichtigkeit hervor, die Quellenkritik in die Geschichtsschreibung mit einzubeziehen. Tiedemann legte den Fokus auf das jeweils Neue und lehnte (gegen die Kantianer) jegliche Vorstellung ab, es könne etwas Endgültiges in der Philosophie geben. Der Philosophiehistoriker soll „den Fortgang der Vernunft merklich machen und die relative Vollkommenheit der Systeme aufzeigen.“ Die Größe von Philosophen entsteht durch das Ausmaß, in dem sie zum Fortschritt beitragen und Wirkung auf die Nachfolger haben. Es geht nicht mehr vorrangig um die Darstellung des Gewesenen, sondern um die Beurteilung des Stoffs, seine inhaltliche Präzision und Kohärenz, um die Bewertung seiner Wirkungen und seine Stellung in der Geschichte als Kontinuität oder Bruch zum Vergangenen. Hierzu sind auch die Einflüsse früherer Philosophen auf die jeweilige Position darzulegen. Weiterhin sind die Denkentwicklungen des jeweiligen Philosophen einzubeziehen, um die Entstehung eines Gedankens besser zu verstehen.

#### Nach Kant
Die auf den Überlegungen Kants aufbauenden Philosophiehistoriker suchten in der Geschichte der Philosophie das Systematische, die wirkenden Prinzipien der Vernunft. Für Georg Gustav Fülleborn entfaltet sich die Wahrheit schrittweise in der Geschichte. „Ich leugne nicht, dass die allgemeinen Gesetze des Denkens im Menschen von jeher so dagewesen sind, wie sie es noch heute sind, und dass sie ebenso unveränderlich bleiben werden: aber daraus folgt nicht, dass sich mit den Gegenständen und Verhältnissen die Anwendung derselben nicht ändert, das heißt, entweder erweitern oder verengen sollte. Newton dachte nach keinen anderen Formen und Gesetzen, wie Tycho de Brahe, dennoch hat er Entdeckungen gemacht, die der letztere nicht ahndete.“ Philosophiegeschichte muss sich insbesondere auch mit den Methoden befassen, in denen die Vernunft zum Ausdruck kommt. Fülleborn griff Kants Unterscheidung in dogmatische, skeptische und kritische Philosophie auf und forderte, den „Geist einer Philosophie“ darzustellen. Johann Christian August Grohmann verwies auf die Spannungen der beiden Begriffe der sich laufend verändernden empirischen Geschichte (quid facti) und der theoretischen Philosophie (quid iuris), die auf die Entdeckung der unveränderlichen Grundsätze der Vernunft gerichtet ist. Wesentlich ist, dass die Abfolge des Denkens eine eigene Gesetzmäßigkeit besitzt, eine innere Logik, die nicht der physischen kausalen Ordnung folgt und dennoch erkannt werden kann. Allerdings bedeutete diese für Grohmann auch das Ende der Geschichte der Philosophie; denn indem man das Vernünftige in der Geschichte aus a priori allgemeingültigen Prinzipien erkennt, kann es logisch keine Fortentwicklung darüber hinaus geben. „Die Geschichte der Philosophie zeiget, wie und wo einmal Ruhe und Stillstand von allen Systemen ist, so dass keine mehr kommen, keine mehr entstehen können, und dass, wenn in den künftigen Zeiten noch Streit aus Philosophie ist, dieser nur um alte Systeme, um das, was schon dagewesen, seyn kann, da jeder neue Stoff dazu fehlet.“ Im Urteil über die Endgültigkeit der Erkenntnis irrte Grohmann ähnlich wie Kant in Hinblick auf die Gesetze der Naturwissenschaften, der davon ausgegangen war, dass Newton endgültige Gesetze der Physik gefunden habe, so dass man eine darauf gründende Metaphysik der Naturwissenschaften formulieren könne. Nimmt man allerdings die kritische Methode, die Frage nach den Bedingungen der Möglichkeit von Erkenntnis und den Grenzen der Vernunft als das grundlegende kantische Prinzip, so hat sich dieser Maßstab bis in die Philosophie der Gegenwart erhalten. Aus der Auffassung der Philosophiegeschichte als Selbsterkenntnis der Vernunft, die in sich selbst ihren letzten Bezugspunkt hat, formulierte Grohmann einen Anspruch, der auch in der Geschichtsphilosophie Hegels wirksam wurde.
Wilhelm Gottlieb Tennemann interpretierte Kant weniger radikal und hielt es nicht für angebracht, in der Geschichte ein System zu suchen. Vielmehr gilt es nach seiner Auffassung zu zeigen, wie die historische Bewegung auf die gefundene philosophische Systematik zuläuft. Betrachtet man die kritische Philosophie als Ziel, ergibt sich bei der Analyse der Geschichte der Philosophie eine Orientierung, die Brucker und Tiedemann noch fehlte. Es ergibt sich bei der Beurteilung der Geschichte eine Hinsicht, ein Leitfaden, für das, was philosophisch möglich ist und was in früheren Systemen falsch gedacht wurde, was aus heutiger Sicht keine Bedeutung mehr hat oder noch fehlt. Die Darstellung der Philosophiegeschichte kann entsprechend auf Nebensächliches verzichten. Voraussetzung hierfür ist, dass der Philosophiehistoriker als Philosoph denkt. Tennemann ging es um eine „Darstellung der successiven Ausbildung der Philosophie oder Darstellung der Bestrebungen der Vernunft, die Idee der Wissenschaft von den letzten Gründen und Gesetzen der Natur und Freiheit zu realisieren.“ Unter diesem Aspekt kann der Historiker ein Instrumentarium entwickeln, um die Begriffe, Inhalte, die Form, den inneren Zusammenhang (den Geist), die Architektonik und die Zwecke des historischen Gegenstandes angemessen zu erfassen. Hierzu zählt auch das Bemühen um eine möglichst authentische Darstellung, die berücksichtigt, was der Autor „gerade damals nach dem Grad der Cultur erreichen konnte“. Hier klingt bereits die Hermeneutik Schleiermachers an. Weil Tennemann seinen Stoff mit einer neuen Systematik analysierte und aufbereitete, plädierte er dafür, vergangene Interpretationen möglichst beiseitezulassen und sich mit den originären Texten auseinanderzusetzen. Sein an der Vernunft ausgerichteter philosophischer Ansatz entsprach dem Bedürfnis nach einer von ihrem Gegenstand und von ihren Methoden bestimmten philosophischen Wissenschaft, die zum einen das zum Gegenstand hat, was die Welt im Innersten zusammenhält – die Metaphysik –, zum anderen die Natur – Naturwissenschaft – und schließlich den Menschen – Ethik und Ästhetik. Als Wissenschaftler kennt der Philosophiehistoriker seinen Gegenstand, seine Quellen und deren Beschaffenheit und weiß, diese zu beurteilen. Als weitere frühe kantianistische Philosophiehistoriker sind neben anderen Johann Gottlieb Buhle, Wilhelm Traugott Krug und Friedrich August Carus zu nennen.
Wie der Kritizismus, so fanden auch die ihm folgenden philosophischen Strömungen ihren Ausdruck in der Philosophiegeschichtsschreibung. Als Vertreter der Romantik traten insbesondere Carl Friedrich Bachmann und Friedrich Ast hervor. Ast folgte in seiner Beschreibung der Philosophiegeschichte als organische Entwicklung vor allem Schlegel. Gegen die analytische Selbstbeschränkung der Kantianer auf die Vernunft forderte er: „Die wahre Geschichte muß daher von Spekulationen durchdrungen sein, um das wahre Leben der Dinge darzustellen; Spekulationen und Empirie müssen sich zu einem Leben verbinden.“ Auch Schlegels Idee eines ewigen Kreislaufs setzte er um: „So ist das Leben der Menschheit ein stets sich gleich bleibender und stets von neuem sich öffnender Kreislauf, ein ewiges Hervortreten, Sich-Offenbaren und ein ewiges Zurückfließen, Sich-Auflösen.“ Bachmanns Dissertation handelte Über die Fehler Tennemanns in der Philosophiegeschichte. Eine der Differenzen lag darin, dass Bachmann (wie Ast) den Ursprung der Philosophie nicht bei den Griechen, sondern bereits in der orientalischen Mythologie verortete. Des Weiteren parallelisierte er Geschichte der Natur und Geschichte des Geistes. Zugleich band er in seine philosophiegeschichtlichen Gedanken auch Konzepte von Fichte und Hegel, den er selbst gehört hatte, mit ein. So stellte er ein dialektisches Schema zur Einordnung der jeweiligen historischen Konzepte auf:
- „Thesis: Die Natur und die Dinge außer uns sind und sie sind an sich, A=A.“ (Thales, S. 71)
- „Antithesis: Die Dinge sind nur insofern sie nicht sind, insofern sie als aufgehoben gesetzt sind, sie sind nur durch ein anderes.“ (Anaxagoras, Fichte, S. 72)
- „Synthesis: Die Natur und das Ich sind beide nicht an sich, sie sind nur verschiedene Äußerungen des gleichen Wesens, der Identität beider.“ (Pythagoras, Platon, Schelling, S. 73)

Hegel wird in diesem Schema nicht erwähnt. Bachmanns Grundeinsicht könnten jedoch, so Geldsetzer, von Hegel formuliert worden sein.
„Die Geschichte der Philosophie erscheint uns dem nach als ein großes Ganzes, als eine unendliche Evolution, als die durch Jahrtausende sich durchziehende Bildungsgeschichte des absoluten Geistes; des sich entäußernden, in dieser Entäußerung die Natur außer sich setzenden, aber dann als sein eigenes Wesen erkennenden Geistes.“ (S. 73)
In der Nachfolge von Hegel und Schelling stand auch Anselm Rixner. Die Philosophie Fichtes findet ihre Entsprechung z. B. bei August Ludwig Hülsen, der die Geschichte als eine produktive Entwicklung von Widersprüchen und Konflikten beschrieb, denen eine dialektische Dynamik innewohnt. Die Auseinandersetzung mit der Geschichte führt den Menschen zu sich selbst. Erst durch sie erfasst er sein ganzes Gewordensein, sein Geschichtlichkeit.
„Die Vernunft als Vernunft kann durchaus nicht anders, als in die Vergangenheit zurückzugehen und sich selbst aufzusuchen. Nur dadurch erst erhält sie ihren bestimmten Standpunkt, denn sie lernt den Menschen begreifen, wie er durch alle Stufen seines Werdens zum ewigen Dasyen hervorging.“
Einer der ersten, die der hermeneutischen Schule Schleiermachers folgten, war Christian August Brandis. Nach dessen Auffassung „verfolgt die Philosophie ein unbestimmtes Mannigfaltiges, um in ihm die höchste Mannigfaltigkeit aufzuzeigen.“ Seine Nähe zum aufkommenden Historismus zeigt sich in der Ablehnung einer einheitlichen Idee der Philosophie. Stattdessen sah er „nur zeitgenössische Philosophiebegriffe“. Danach ist es Aufgabe des Philosophiehistorikers, die bearbeiteten Gebiete und Methoden aufzuzeigen, den Inhalt selbst aber in seinem historischen Zusammenhang darzulegen. Eine besondere Bedeutung maß Brandis der etymologisch-historischen Sprachanalyse bei. Eine noch größere Bedeutung als Philosophiehistoriker hatte Heinrich Ritter, ebenfalls Schüler Schleiermachers und zugleich Herausgeber dessen nachgelassener Schriften. Die Philosophiegeschichte diente ihm der Bildung und als Zugang zum Verständnis des Lebens. Mit diesem Aspekt wies Ritter bereits auf die späteren lebensphilosophischen Einflüsse Diltheys voraus.
„Das Leben, welches in der Geschichte der Philosophie begriffen werden soll, ist das Leben der Wissenschaft in denen, welche sich ihr geweiht haben; das philosophische Wissen dieser soll also erkannt werden durch das Gleichartige, welches in uns statt findet, oder durch die Erkenntnis, welche sie selbst haben.“
Erst im Historismus hat sich die Form entwickelt, die Gegenstand und Inhalt der modernen Philosophiehistorie geworden ist. Dabei steht die Rekonstruktion des originären Materials im Vordergrund. Wichtig ist aber das Bewusstsein, dass die Rezeption wesentlich davon abhängt, wer die entsprechenden Texte philologisch aufbereitet, übersetzt und in zusammenfassenden Werken darstellt, weil bereits darin eine Ausrichtung und Interpretation erfolgt. Ein herausragendes Beispiel dieses Zugangs zur Philosophiegeschichte ist das von Friedrich Ueberweg begonnene Monumentalwerk Grundriss der Geschichte der Philosophie, das eine philologisch professionelle, möglichst faktenreiche Doxografie anstrebt. Als Gegenstück hierzu erscheint im gleichen Verlag ausgehend von Rudolf Eislers Wörterbuch der philosophischen Begriffe das Historische Wörterbuch der Philosophie, das die Begriffsgeschichte zum Gegenstand hat. Ein anderer historiographischer Zugang zur Philosophie ist Eislers 1912 veröffentlichtes Philosophenlexikon. Einen nochmals anderen Ansatz bietet das von Franco Volpi herausgegebene Große Werkslexikon der Philosophie.

### Längsschnitte
Ein anderer Zugang zur Philosophiegeschichte ist die Beschäftigung mit einem bestimmten Thema. Problemgeschichten untersuchen einzelne Fragen, die entlang der Philosophiegeschichte unterschiedlich diskutiert wurden und in ihrem historischen Zusammenhang unterschiedliche Antworten erfahren haben. Hierzu zählt beispielhaft die Frage nach dem Urgrund und nach der Erkennbarkeit Gottes, die zu der Rede vom „Gott der Philosophen“ führt. Unter anderen unternahm Wilhelm Weischedel hierzu einen Durchgang durch die ganze Philosophiegeschichte. Die Entgegensetzung von Freiheit und Notwendigkeit war schon in der Stoa ein grundlegendes Thema, das in der frühen Neuzeit bei Spinoza (Determinismus) und bei Leibniz (Indeterminismus) eine entgegengesetzte Lösung fand, das bei Kant mit dem Philosophem des „Faktums der praktischen Vernunft“ diskutiert wurde und bei Heideggers Kritik an Sartre im Humanismusbrief wiederzufinden ist. Diese Debatte mündet in die moderne Philosophie des Geistes, in die Frage nach den Qualia und in die Auseinandersetzungen um die Neurophilosophie. Ähnliche Fragestellungen wie etwa nach dem Universalienproblem, nach den Theorien zur Gerechtigkeit oder über das Eigentum kann man beliebig erweitern. Ähnlich verhält es sich mit der Geschichte der philosophischen Disziplinen, also der „Geschichte der“ Erkenntnistheorie, Ethik, Ästhetik, Sprachphilosophie, Metaphysik, Logik, Kulturphilosophie etc. Ernst Cassirer, dessen vierbändige Untersuchung Das Erkenntnisproblem in der Philosophie und Wissenschaft der neueren Zeit ein klassisches Beispiel einer Problemgeschichte ist, stellt fest: „Wer die Gesamtentwicklung des Denkens verfolgt, dem muß deutlich werden, daß es sich in ihm um einen langsamen, stetigen Fortschritt derselben großen Probleme handelt. Die Lösungen wechseln; aber dieselben großen Grundfragen behaupten ihren Bestand.“
Auch die Betrachtung der Interpretation bestimmter Philosophen im Verlaufe der Geschichte der Philosophie ist ein Längsschnitt, der deutlich macht, dass die jeweilige Rezeption nicht ohne Rücksicht auf den Interpretierenden verstanden werden kann. Paradigmatisch ist hier Platon, dessen Philosophie zu jeder Zeit als Maßstab für das eigene Denken hinzugezogen wurde und dessen Rezeption über die Platonische Akademie, den Mittelplatonismus, die Platonrezeption in der christlichen Philosophie der Patristik mit Augustinus als herausragendem Interpreten, über den Neuplatonismus und den Einfluss auf die Philosophie des Mittelalters und den Florentiner Platonismus um Ficino in der Renaissance bis in die Neuzeit reicht. Auch innerhalb einer kurzen Periode können dabei die Interpretationen sehr unterschiedlich ausfallen, wie sich zu Beginn des 19. Jahrhunderts zeigt:
- Für Fichte war Platon vor allem vorchristlicher Wissenschaftler.
- Schelling betrachtete ihn als transzendentalphilosophischen Kosmologen.
- Hegel rückte Platons Rolle als antiker Dialektiker in den Vordergrund.
- Im Bild Schleiermachers wird Platon als philosophischer Künstler betont.
- Schopenhauers Interpretation lässt Platon zum Vorläufer Kants werden.

Allein diese Gegenüberstellung verdeutlicht, dass die Auseinandersetzung mit dem Objekt der Philosophiegeschichte keine Objektivität gewährleistet, sondern stets das eigene Denken – zustimmend oder ablehnend, in jedem Fall auswählend – eine maßgebliche Rolle für das erzeugte Bild der Denkgeschichte spielt. Auch die Absicht des interpretierenden Philosophen ist von großer Bedeutung. Ein plastisches Beispiel hierfür ist Poppers „Kampfschrift“ Die offene Gesellschaft und ihre Feinde, die gegen die nationalsozialistische Ideologie gerichtet war und in der er Platon (neben Hegel) zum Vorboten des Totalitarismus machte, ein Vorgehen, das ihm harsche Kritik vieler Philosophiehistoriker eintrug. Ähnlich problematisch ist aus historischer Sicht die immer wieder formulierte Kritik an Aristoteles, John Locke und Kant zu ihren Äußerungen zur Sklaverei, die sie mit der Perspektive ihrer jeweiligen Zeit befürworteten. Es ist sicherlich keine große Spekulation, dass sie die Frage im Zusammenhang des 20. Jahrhunderts anders angegangen wären. Ein besonderes Thema der modernen Geschichtsschreibung ist die Rolle der Frauen in der Geschichte der Philosophie, die in den herkömmlichen Darstellungen weitgehend vernachlässigt wurde.
Vor allem die moderne Hermeneutik macht klar, dass jede Aufbereitung eines historischen Textes zugleich und notwendig eine Interpretation aus einer bestimmten Perspektive ist. Martin Heidegger führte hierzu aus:
„Die Vorstellung, die philosophische Forschung von sich selbst und der Konkretion ihrer Problematik hat, entscheidet auch schon ihre Grundhaltung zur Geschichte der Philosophie. Was für die philosophische Problematik das eigentlich befragte Gegenstandsfeld ausmacht, das bestimmt die Blickrichtung, in die hinein Vergangenheit allein gestellt werden kann. Dieses Hineindeuten ist nicht nur nicht wider den Sinn historischen Erkennens, sondern geradezu die Grundbedingung, um Vergangenheit überhaupt zum Sprechen zu bringen. Alle Auslegungen im Felde der Geschichte der Philosophie und gleicherweise in andern, die darauf halten, gegenüber problemgeschichtlichen ‚Konstruktionen’ nichts in die Texte hineinzudeuten, müssen sich dabei ertrappen lassen, daß sie ebenso hineindeuten, nur ohne Orientierung und mit begrifflichen Mitteln disparatester und unkontrollierbarer Herkunft. Man hält die Unbekümmertheit über die dabei verwandten Mittel für ein Ausschalten jeglicher Subjektivität.“

### Das Bleibende
Die Geschichte der Philosophie kann auch in Hinblick auf die bleibenden Einsichten großer Philosophen betrachtet werden. Bei allen finden sich Beiträge, die von ihren Nachfolgern verworfen wurden und dennoch hat ihr Denken Einfluss auf alle Epigonen. Diese Auffassung hat zum Beispiel Leibniz vertreten: „Es zeigt sich nämlich sowohl, dass die reformierte Philosophie mit der aristotelischen sich versöhnen kann, und ihr nicht entgegengesetzt ist, als auch weiter, dass die eine durch die andere nicht nur erklärt werden kann, sondern auch muss. Ja sogar die Prinzipien selbst, die von Erneuerern so prahlend ausgeworfen worden sind, kommen aus den Prinzipien des Aristoteles. Die erste Weise verschafft die Möglichkeit der Versöhnung und die letzte deren Notwendigkeit.“
Eine solche Skizze findet sich auch bei Friedrich Adolf Trendelenburg:
„Plato’s Ideenlehre ist gefallen, sofern sie das Allgemeine in einem regungslosen Urbilde isolirte, und hat dem schöpferischen, individuellen Begriff des Aristoteles das Feld geräumt. Aber Plato’s künstlerische Anschauung der Welt, Plato’s gedankenerregende Kunst und jene Gesinnung, welche die Erkenntnis verklärt, ist für alle Zeiten geblieben. Spinozas großartige, aber mathematisch starre Ansicht der Einen Substanz und seine geometrischen Demonstrationen sind einer lebendigeren ‚Auffassung’ und einer entwickelnden Methode gewichen. Aber sein in dem System auf die Einheit gerichteter Blick bleibt ein großes Vorbild, und manche Partien seiner Schriften, z. B. seine einfache Darstellung der Leidenschaften, behalten für die Wissenschaft ihre Bedeutung. Kants kritische Ergebnisse werden aufgegeben und die Erkenntnis verzweifelt nicht mehr an dem Ding an sich. Aber es bleibt die Weise, wie er die letzten Probleme stellte, ein Vorbild. Und es bleiben die scharfsinnigen Behandlungen, mit denen Kant einzelne Begriffe wie mit dem Blitze des Geistes beleuchtete, z. B. die Untersuchung des Zweckbegriffs, des Dynamischen, des Eudaemonismus, ein Eigenthum der Wissenschaft. Fichte's weltschaffende That des Ich ist verklungen; aber der in sich gegründete Charakter des Geistes steht als ein selbsterrichtetes Denkmal da und wird immerdar jeden Beschauenden auf die eigene Kraft und Würde verweisen. Schellings Constructionen der intellectualen Anschauung sind in ihm selbst einer positiveren Betrachtung gewichen; aber der Schwung seiner Gedanken und die künstlerische Schönheit seiner Darstellung ist dazu bestimmt, das Leben der gesamten Erkenntnis immer wieder zu erneuern, wenn es bald von der Masse des Einzelnen zu ersticken, bald vor spitzfindigen Abstraktionen zu vertrocknen droht. Auf dieselbe Weise wird sich auch in Hegels System Vergängliches und bleibendes scheiden. Zwar ist die dialektische Methode die einförmige Verpuppung aller seiner Gedanken; aber der freiere Geist, der darin ist, wird das Gespinst zerreissen und die Form überdauern.“
Ganz ähnliche Betrachtungen stellte Nicolai Hartmann an. Jeder Systemdenker ist auf seine eigenen Grundgedanken fixiert und übersieht dabei, dass er zum Gesamtertrag der Philosophie einen Beitrag leistet, durch den der Erkenntnis ein weiterer Baustein hinzugefügt wird.
„Weder Heraklit noch Parmenides hatten im Ganzen recht, aber beide sahen einen Teil der Wahrheit, die sich erhalten hat. Demokrit und Platon lehrten Entgegengesetztes, Atome haben keine Ähnlichkeit mit Ideen; aber beide suchen nach den λόγοι [logoi = Vernunftprinzipien] und beide fanden sie im gleichen Rückschluß auf die Voraussetzungen. Thomas und Duns suchten das Prinzip der Individuation in durchaus entgegengesetzter Richtung; aber was sie fanden, ähnelte sich trotzdem – die qualitativ bestimmte Materie und die hochdifferenzierte Form (materia signata [bestimmter Stoff] und haecceitas [Diesheit]) –, beides ergänzt sich ohne Zwang; aber weder sie selbst noch ihre Nachfolger haben das erkannt. Locke und Leibniz sahen je eine Seite des Erkenntnisgefüges; sie setzten sich ins Unrecht, indem sie zu extremen Konsequenzen – zum absoluten Sensualismus und zum absoluten Apriorismus – fortschritten; diese Konsequenzen lagen in unheilbarem Widerstreit. Was aber der eine wie der andere ursprünglich gesehen, vertrug sich nicht nur, sondern hat sich hernach – bei Kant – als miteinander und durcheinander möglich erwiesen. Man kann hier auch noch das Beispiel Hegels und Schopenhauers anführen, die beide einen einheitlichen Weltgrund meinten; der eine als absolute Vernunft, der andere als absolute Unvernunft; doch hier ist die Höhe der Spekulation zu groß und die Ungleichwertigkeit der Durchführung zu auffallend, um ein einheitliches Bild zu ergeben. Immerhin aber dürfte der aufweisbare Sinngehalt der wirklichen Welt auf einer mittleren Linie zwischen den Extremen liegen.“
Einen Fortschritt in der philosophischen Entwicklung, ein jeweils verbessertes Niveau der Einsichten, aber ohne die Erwartung eines Abschlusses dieses Prozesses sieht Nicholas Rescher: „Alte Doktrinen in der Philosophie sterben nie aus; sie treten lediglich in neuer Aufmachung wieder auf. Sie werden lediglich zunehmend komplexer und raffinierter, um den Anforderungen durch neue Bedingungen und Umstände gerecht zu werden. Im Laufe des dialektischen Fortschritts der philosophischen Entwicklung werden ständig komplexere Fragen, verfeinerte Begriffe und subtilere Unterscheidungen eingeführt. Indem neue Theorien eingeführt werden, um die aporetischen Inkonsistenzen vorheriger Festlegungen zu lösen, kommt es nicht nur zu einem zunehmenden Raffinement in der begrifflichen Maschinerie, sondern auch zu einer fortlaufenden Erweiterung des Problemhorizonts der jeweiligen umstrittenen Doktrin.“

## Die Anfänge der Philosophie
Zur Bestimmung der Ursprünge der Philosophie gibt es eine Reihe von Theorien, die jeweils auch von dem abhängen, was als Philosophie bestimmt wird. Der Doxograf Diogenes Laertios schreibt dazu im 3. Jahrhundert v. Chr.: „Nach der Meinung einiger hat die Philosophie bei den Ungriechen ihren Ursprung genommen, denn die Perser hatten ihre Magier, die Babylonier und Assyrer ihre Chaldäer, und die Inder ihre Gymnosofisten. Bei den Kelten und Galliern waren die sogenannten Druiden und Semnotheen, wie Aristoteles und Sotin […] sagen. Überdem wird noch der Föniker Ochus, der Thraker Zamolxis und der Libyer Atlas genannt. Die Aegypter nennen Hefästus, einen Sohn des Nils, als Schöpfer der Philosophie, deren Lehrer ihre Priester und Profeten sind.“ Schon Aristoteles zählte Thales zu den ersten, „welche vor uns das Seiende erforscht und über die Wahrheit philosophiert haben (philosophêsantes peri tês alêtheias)“.
In den Darstellungen zur abendländischen Philosophiegeschichte wird der Anfang der Philosophie üblicherweise in der Naturphilosophie der griechischen Kolonien um 600-500 v. Chr. gesehen. Diese Zeit wird als „Übergang vom Mythos zum Logos“ beschrieben. Man suchte die Erklärung für die Phänomene der Welt nicht mehr in willkürlichen Handlungen der Götter – wie etwa in der Astronomie Mesopotamiens –, sondern in Gesetzen und Mechanismen, mit denen man Ereignisse vorherbestimmen kann. Als wichtiges Ereignis in diesem Sinn wird die Vorhersage einer Sonnenfinsternis durch Thales von Milet im Jahr 585 v. Chr. gesehen.
Hegel entwickelte um 1805 eine Theorie, nach der es eine Denkentwicklung gibt, die von despotischen asiatischen Staaten, insbesondere von China über Indien nach Persien sowie im Weiteren fortschreitet zu den aristokratischen Gesellschaften Griechenlands und des römischen Reichs und schließlich in den modernen Verfassungsstaaten des Abendlandes endet. Die Philosophiegeschichte wird bei ihm zu einer Fortschrittsgeschichte der zunehmenden Selbstentfaltung des Denkens und daraus resultierend der zunehmenden Freiheit des Einzelnen.
Karl Jaspers meinte zur Frage des Anfangs: „Die Geschichte der Philosophie als methodisches Denken hat ihre Anfänge vor zweieinhalb Jahrtausenden, als mythisches Denken aber viel früher.“ Jaspers unterscheidet zwischen historischen Anfängen und den Ursprüngen der Philosophie. Zu den Ursprüngen zählt er Staunen, Zweifel sowie das Bewusstsein der Verlorenheit, das auf der Kontingenz der Welt und den dadurch hervorgerufenen Grenzsituationen beruht. Im Gegensatz zu Hegel sah er in der Achsenzeit eine in verschiedenen Kulturkreisen in etwa gleichzeitig entstandene Aufbruchbewegung, die eine „Vergeistigung“ der menschlichen Kultur zur Folge hatte.
Die moderne interkulturelle Philosophie geht über Jaspers hinaus und betont die zu allen Zeiten gegebene Verflechtung des Denkens zwischen den Kulturkreisen, so dass eine Unterscheidung zwischen okzidentaler und orientaler Philosophie, wie sie Jaspers noch getroffen hatte, als überholt gilt. Heinz Kimmerle zählt Philosophieren ebenso wie die Kunst zu den eigentümlichen Attributen der Menschheit, die von der jeweiligen kulturellen Entwicklung wie etwa der Trennung von geistiger und körperlicher Arbeit abhängen. Neue Perspektiven zeigt hier etwa der Philosophie-Atlas von Elmar Holenstein.

## Einteilungen der Philosophiegeschichte
Jede Strukturierung des geschichtlichen Prozesses ist willkürlich. Sie dient der Herausarbeitung gemeinsamer Merkmale bestimmter Epochen und ist damit bereits Interpretation. Dabei besteht leicht die Gefahr zu großer Vereinfachungen durch Etikettierungen und Schubladendenken. Die Bestimmung eines Epochenbewusstseins ist aus geschichtswissenschaftlicher Sicht problematisch. Immanuel Kant warnte: „Namen, welche einen Sectenanhang bezeichnen, haben zu aller Zeit viel Rechtsverdrehung bei sich geführt“ Martin Heidegger vertrat die Auffassung: „Die Metaphysik begründet ein Zeitalter, indem sie ihm durch eine bestimmte Auslegung des Seienden und durch eine bestimmte Auffassung der Wahrheit den Grund seiner Wesensgestalt gibt.“ Demgemäß unterschied er eine griechische, eine christliche und eine neuzeitliche Auslegung des Seienden. Gegen eine solche harte Strukturierung der geschichtlichen Entwicklung wendet Kurt Flasch ein: „Es lassen sich immer wieder Texte auffinden, die das Epochenschema falsifizieren“. Epochenstrukturen sind geprägt durch die Intentionen dessen, der sie verwendet und führen notgedrungen zu Verzerrungen. Flasch plädiert daher für einen weitgehenden Verzicht auf derartige historische Kategorien. Diese können bestenfalls Tendenzen zum Ausdruck bringen und einer groben Strukturierung dienen, ohne dass der jeweilige Begriff inhaltlich scharfe Abgrenzungen ermöglicht. Der Hang zur Einteilung „stillt ein gewisses Ordnungsbedürfnis und kann geeignet erscheinen, Stellen ausfindig zu machen, an denen nachgefragt werden muss.“
Auf Christian Thomasius zurück geht die von Jakob Brucker verwendete Gliederung der Philosophie unter theologischem Einfluss nach 1. Die Zeit vor dem römischen Imperium. 2. Die Zeit vom Beginn des römischen Imperiums bis zum Beginn der italienischen Renaissance. 3. Die Zeit von der italienischen Renaissance bis zur Gegenwart.
Dieterich Tiedemann schlug – der Idee des Fortschritts folgend – die Bildung von fünf Epochen der Philosophiegeschichte vor:
1. Die vorwissenschaftlichen Anfänge von Thales bis Sokrates, geprägt von einem elementaren Pantheismus und Materialismus
2. Von Sokrates bis ins Römische Kaiserreich miteinander konkurrierende Schulen mit schärferen Begriffsbildungen, Ontologie und Deismus
3. Geringer Fortschritt in der Zeit bis ins Mittelalter durch die Übertreibungen des Neuplatonismus mit einer Fortentwicklung des Emanationsbegriffs
4. Mittelalter und Renaissance unter dem Einfluss der arabischen Philosophie mit einer neuen Form der Diskussion und noch größerer Exaktheit bei der Prüfung metaphysischer Prinzipien
5. Neuzeit mit Dominieren der Erfahrung und Beobachtung und der Erfindung neuer Systeme

Joseph Marie Degérando bildete ein vergleichbares Schema zur Charakterisierung und Klassifizierung, indem er die Philosophiegeschichte nach den vorherrschenden Denkweisen unterteilte:
1. Die Suche nach den Prinzipien der Dinge (Vorsokratik)
2. Die Phase von Logik und Dialektik (Klassik, Hellenismus)
3. Kontemplation, Erleuchtung und Mystik (Neuplatonismus, Frühmittelalter)
4. Axiome und Argumentation (Scholastik)
5. Kunst der Methode, Suche nach Gesetzen, Studium des Geistes (Neuzeit)

Eine ganz andere Ebene der Einteilung wählte Friedrich August Carus mit der Unterscheidung nach „Hauptarten oder Methoden des philosophischen Verfahrens“, die er einem Durchgang durch die Geschichte zugrunde legte und nach den kantischen Kategorien des Dogmatismus (These), Skeptizismus (Antithese) und des sie in sich aufhebenden Kritizismus analysierte. Seine phänomenologische Landkarte der Denkweisen, die auch eine Kategorisierung der Sprachformen und der Methodologie umfasst, mit denen er die „Seele“ des jeweiligen Systems charakterisierte und die auf keine Chronologie Rücksicht nimmt, ist unterteilt nach:
A) „positiver Dogmatismus“ (Empirismus, Rationalismus, Eklektizismus)
B) „Systeme über Seyn und Nichtseyn, Wirklichkeit und Schein“ (Realismus, Idealismus, Synthesismus)
C) „Systeme der Art des Seyns – des Weltalls (Makrokosmos) oder der Menschenwelt (Mikrokosmos)“ (Pluralismus, Monismus / Materialismus, Spiritualismus)
D) „Systeme der Causalität“ (Determinismus, Indeterminismus sowohl als Kosmologie als auch als Anthropologie)
E) „Behauptungen über das Schicksal“ (Fatalismus, unbedingte und zwecklose Notwendigkeit, absichtliche Anordnung durch einen Urheber)
F) „theologische Denkarten“ (Supranaturalismus, Theismus, Atheismus, Deismus)
G) „Moralsysteme“ (die auf materialen oder formalen Prinzipien beruhen)
Dem Kreislaufgedanken Schlegels folgt der Romantiker Friedrich Ast, bei dem die Geschichte nach dem Wechsel von 'Entäußerung' und 'Entzweiung' wieder nach harmonischer Einheit strebt. So ergeben sich vier Stufen der Entwicklung, die Ast mit der Dialektik von Realismus, Idealismus und Idealrealismus kunstvoll verknüpfte:
1. „Die Periode der ungetheilten, in sich verhüllten Einheit, des ursprünglichen Lebens, aus dessen Entzweiung das wirkliche Leben hervorgegangen: die Periode der orientalischen Menschheit, des mythischen (goldenen) Zeitalters.“ Dies ist die Periode der Urphilosophie der Inder, Chaldäer, Perser, Tibetaner, Ägypter und Chinesen.
2. „Die Periode des aus der Einheit hervorgetretenen äußeren Lebens, das sich durch freie Bildung und äußere Gemeinschaft charakterisiert: Periode der griechischen und römischen Welt, d.i. des classischen Alterthums.“ In dieser Periode des Realismus entwickelt sich die Philosophie als Realismus der Ionier, Idealismus der Pythagoräer und Idealrealismus der Attiker. Die Kultur ist plastisch und äußerlich gebildet.
3. „Die Periode des aus dem Aeusseren in das Innere, in den Geist zurückstrebenden Lebens: Periode der christlichen Welt.“ Im mittelalterlichen Idealismus finden sich die Stadien der Scholastik und Mystik, in der Platonismus, Kabala und Theosophie wirken, die sich in der Philosophie Giordano Brunos vereinigen. Das christliche Denken ist musikalisch, innerlich und strebt nach der Entfaltung zur Einheit mit dem Äußeren.
4. „Die Periode des nach frei gebildeter Einheit des Aeusseren und Inneren strebenden Lebens: Periode der neueren Welt.“ Die realistische Perspektive vertraten im neuzeitlichen, bei Descartes beginnenden Idealrealismus die Vernunftphilosophie Spinozas, die Verstandesphilosophie Lockes sowie der Empirismus und Skeptizismus Humes. Auf der idealistischen Seite finden sich Leibniz, Berkeley und der Transzendentalidealismus Kants. Versöhnung und Einheit entstehen im Idealrealismus Schellings, zu dessen Philosophie Ast sich bekannte. Kulturell ist dies die Phase der Poesie, in der Plastik und Musik sich vereinigen, in der auch die Gegensätze von griechischer Äußerlichkeit und christlicher Innerlichkeit zur Einheit werden.

Gegen diese mehr oder weniger gewaltsame Konstruktion einer Logik in der Philosophiegeschichte, die insbesondere auch in der Dialektik Hegels zum Ausdruck kommt, protestierten die Vertreter der Historischen Schule: „Man kann die Geschichte der Philosophie nicht nach Perioden schreiben, weil alles Periodenwesen unphilosophisch ist.“ „Die Geschichte selbst kennt keine Abschnitte; alle Periodeneinteilung ist nur Mittel zur Erleichterung des Unterrichts, nur eine Aufstellung von Ruhepunkten.“
Tennemann verwendete unter den Leitgedanken Vernunft und Erkenntnis eine einfache chronologische Periodisierung nach Antike, Mittelalter und Neuzeit mit der folgenden Charakterisierung:
- „Erste Periode. Freies Streben der Vernunft nach Erkenntniss der letzten Gründe und Gesetze der Natur und Freiheit aus Prinzipien ohne deutliches Bewußtsein leytender Grundsätze. Philosophie des klassischen Altertums oder Griechische und Römische Philosophie.
- Zweite Periode. Streben der Vernunft nach Erkenntniss unter dem Einflusse eines über die Vernunft erhabenen, durch Offenbarung gegebenen Prinzips […] Philosophie des Mittelalters
- Dritte Periode. Selbständiges Streben nach Erforschung der letzten Prinzipien und vollständige systematische Verknüpfung der Erkenntniss, vorzüglich sichtbar in der Ergründung, Begründung und Begrenzung der philosophischen Erkenntnis. Neuere Philosophie.“

Diese Einteilung nach Perioden und Leitgedanken – wie sie Tennemann vornahm – ist in der Geschichte der Geschichtsschreibung aus europäischer Sicht üblich geworden und findet sich etwa bei Wilhelm Windelband, und auch verbreitet in neueren Darstellungen zur europäischen Philosophiegeschichte. Windelband betonte, dass innerhalb dieser zeitlichen Struktur die Philosophie in Hinblick auf ihre Probleme zu untersuchen sei und unterschied dabei zwischen theoretischer Philosophie einerseits (Metaphysik, natürliche Theologie, Naturphilosophie und methodische Geschichtsphilosophie sowie Logik und Erkenntnistheorie) sowie praktischer Philosophie andererseits (Ethik, Philosophie der Gesellschaft, Rechtsphilosophie, empirische Geschichtsphilosophie, Philosophie der Kunst und der Religion). Diese Matrix aus zeitlicher Struktur und Problembereichen legt nahe, dass die jeweils bestimmten Problembereiche als Problemgeschichte in einem Längsschnitt betrachtet werden können.
| Epoche          | Strömung |
| --------------- | --- |
| Antike          | Vorsokratiker – Sophisten – Griechische Klassik – Hellenismus (Akademie, Peripatos, Stoa, Epikureismus, Alexandriner, Skeptizismus) – Spätantike (Neuplatonismus) |
| Mittelalter     | Gnosis – Patristik – Scholastik – Spanische Spätscholastik – Thomismus – Scotismus |
| Frühe Neuzeit   | Humanismus – Renaissance – Barockscholastik – Rationalismus – Empirismus – Sensualismus – Okkasionalismus – Aufklärung |
| 19. Jahrhundert | Romantik – Idealismus – Positivismus – Materialismus – Eigenständige Denker – Neukantianismus – Neuthomismus – Psychologismus – Lebensphilosophie – Pragmatismus |
| 20. Jahrhundert | Phänomenologie – Kritischer Realismus – Philosophische Anthropologie – Neopositivismus – Analytische Philosophie / Sprachphilosophie – Existenzphilosophie – Hermeneutik – Prozessphilosophie – Neomarxismus / Kritische Theorie – Kritischer Rationalismus / Wissenschaftstheorie – Strukturalismus |
| Gegenwart       | Poststrukturalismus – Postmoderne |

Bei einer so groben Unterteilung gehen selbstverständlich viele einzelne Gesichtspunkte und Meinungen unter, die nur bei einer Betrachtung der einzelnen Abschnitte innerhalb der jeweiligen größeren Perioden zu Tage treten können. In ein Periodenschema lassen sich grundlegende Denkweisen, die unabhängig von zeitlichen Strukturen fortdauern wie die Mystik oder der Panpsychismus, aber auch die Nachfolger des antiken Skeptizismus nicht eingliedern.
Die Einteilung beinhaltet des Weiteren eine Ausblendung der nichteuropäischen Philosophiegeschichte, die teilweise weiter als die Europas zurückreicht und vor allem in China und Indien weitgehend eigenständig verlief, so dass sie üblicherweise in gesonderten Kapiteln der entsprechenden Geschichtswerke oder in eigenständigen Arbeiten der Philosophiegeschichtsschreibung erfasst wird (siehe Konfuzianismus, Buddhismus, Hinduismus, Islamische Philosophie). Dem Problem der bisher auf Europa und Nordamerika eingeschränkten Erzählungen und ihrer Dezentrierung sowie Pluralisierung widmen sich die Bemühungen um eine Geschichte der Philosophie in globaler Perspektive.
| Phase                                      | Griechische Klassik               | Hellenismus                   | Mittelalter          | Neuzeit                                          |
| ------------------------------------------ | --------------------------------- | ----------------------------- | -------------------- | ------------------------------------------------ |
| Thesis (Realismus)                         | Eleaten                           | Aristoteles                   | Thomas von Aquin     | Metaphysik (Descartes, Spinoza, Leibniz)         |
| Übergang (Empirismus)                      | Empedokles, Anaxagoras, Atomisten | Stoa, Kepos                   |                      | Empirismus                                       |
| Antithesis (Skeptizismus)                  | Sophistik                         | Skeptizismus                  | Nominalismus, Mystik | subjektiver Idealismus, Skeptizismus, Aufklärung |
| Übergang (Selbstaufhebung der Negativität) | Sokrates                          | Philon von Larissa, Antiochos |                      | Kritizismus, endliche Transzendental-philosophie |
| Synthesis (objektiver Idealismus)          | Platon                            | Neuplatonismus                | Nicolaus Cusanus     | absoluter Idealismus                             |

Nach einer Analyse der Philosophiegeschichtsschreibung, insbesondere des Zyklusgedankens bei Friedrich Ast (s. o.) und Franz Brentano entwickelt Vittorio Hösle ein eigenes zyklisches Schema der Philosophiegeschichte, wobei er die dialektische Struktur der Geschichte um zwei Zwischenstufen erweitert, die sich jeweils im Übergang von These (Empirismus) und Antithese (Skeptizismus) hin zur Synthese (objektiver Idealismus) herausbilden. Dies ist zum einen der vom Nützlichkeitsgedanken geprägte positivistisch-empiristische Relativismus sowie andererseits die Position einer diesseitigen Transzendentalphilosophie, die die Erkennbarkeit objektiver Ideen ablehnt (Ich weiß, dass ich nicht weiß) und die Transzendenz nur als „Regulative Ideen“ (Kant) anerkennt. Durch diese „um den Zyklengedanken bereicherte Modifikation von Hegels Philosophiegeschichtsphilosophie“ will er die Idee der dialektischen Entwicklung mit einem linearen Fortschrittsgedanken verbinden, woraus sich eine historische Entwicklung in Form einer Spiralbewegung ergibt. In der Einteilung der historischen Epochen folgt Hösle im Wesentlichen der Gliederung Hegels in die griechische Klassik als Ausgangspunkt, gefolgt von der hellenistisch-römischen Zeit, das Mittelalter und die Neuzeit, die er als Epoche durch Hegel als abgeschlossen ansieht, sowie die Moderne. Zur letzten Periode gibt Hösle keine explizite Struktur an. Zu beachten ist, dass die Bestimmung der dialektisch konstruierten Synthese im Kantianismus (Carus), im romantischen Konzept (Ast) und im objektiven Idealismus, den Hösle vertritt, voneinander abweicht und im jeweils eigenen System gesehen wird. Problematisch am Modell Hösles ist, dass eine überlegte Begründung seines Modells fehlt, es einzelne Phasen der Philosophiegeschichte wie die Spätantike und die Renaissance vernachlässigt und auch nicht offen für die Gleichzeitigkeit von gegensätzlichen Positionen ist. Problematisch ist auch – wie bei allen Systematisierungen – die Zuordnung einzelner Philosophen zu bestimmten Kategorien. So findet sich beispielsweise bei Wilhelm Dilthey die Zuordnung von Aristoteles ebenso wie der Stoa zum objektiven Idealismus. Zumindest bedarf es bei der Bildung derart fixierter Einteilungen genauer inhaltlicher Bestimmungen und Kriterien für deren begrifflichen Inhalt.

## Wichtige Personen der Philosophiegeschichte
Eine narrative Darstellung der Geschichte der Philosophie anhand der Biografien einzelner Philosophen wird als problematisch angesehen, wenn dabei deren Einbindung in ihre historischen gesellschaftlichen Zusammenhänge verborgen bleibt. Insbesondere die Fokussierung auf einzelne „große“ Denker birgt die Gefahr einer Heroisierung (etwa bei Hegel). Eine Betrachtung der Philosophiegeschichte kann nicht unabhängig von der allgemeinen politischen und kulturellen Geschichte und der geistesgeschichtlichen Entwicklung vorgenommen werden. Deshalb werden in den Werken zur Philosophiegeschichte häufig einzelne Philosophen in ihrem Zusammenhang mit anderen dargestellt, so Sokrates-Platon-Aristoteles, Descartes-Spinoza-Leibniz, „die englischen Empiristen“ oder die „Vertreter des deutschen Idealismus“. Dabei entsteht umgekehrt die Gefahr, dass das individuelle Werk in den Hintergrund tritt und die Bedeutung und philosophische Tiefe des einzelnen Denkers nur unzureichend erfasst wird. Große Philosophen stehen nicht nur exemplarisch für das Denken ihrer Zeit, sondern sie haben durch ihre Arbeiten wegweisende Konzepte für die Zukunft entwickelt, mit denen sie nicht nur den Zeitgeist aufgenommen und strukturiert, sondern ihn auch fortentwickelt haben. Deshalb gibt es auch Darstellungen zur Philosophiegeschichte wie bei Jaspers oder die „Klassiker“- Ausgaben, die sich nur auf die großen Philosophen konzentrieren und bewusst in der Zusammenschau Lücken lassen. Das Interesse der Philosophiegeschichte ist darauf gerichtet, die Besonderheiten, das „Bleibende“, zu erfassen und herauszuarbeiten. Mit einer „Galerie der Heroen der denkenden Vernunft“ werden in pragmatischer Bildungsabsicht die Argumente und Theorien der herausragenden Persönlichkeiten der Philosophiegeschichte auch in der Rezeption als Repräsentationen und Kristallisationspunkte bestimmter Gedanken herangezogen. Dabei sind Verzerrungen und Mythenbildungen unvermeidlich.

## Praxisformen der Philosophie
Je nach Entwicklungsstand der Philosophie und den historischen gesellschaftlichen Rahmenbedingungen hat die Philosophie in ihrer Geschichte unterschiedliche Funktionen ausgeübt. Entlang der kantischen Fragen ist Philosophie über ihre ganze Geschichte hin
1. Prüfstein religiösen Denkens (Was darf ich hoffen?),
2. Ausgangspunkt aller Wissenschaften (Was kann ich wissen?)
3. und dient stets auch einem breiten Publikum zur Orientierung (Was soll ich tun?).

Je nach Haltung und Absicht haben die Philosophen äußerst unterschiedliche Ausdrucksformen gefunden. Zum mündlichen Diskurs, zum entspannten Raisonieren etwa bei den berühmten Tischgesprächen Kants oder auch zu den undokumentierten Lehrvorträgen hat der Philosophiehistoriker keinen Zugang. Er ist auf den Text der schriftlichen Überlieferungen angewiesen. Doch auch hier gibt es eine große Bandbreite der literarischen Formen, in denen sich Philosophen von Anbeginn äußerten.
In Form von Lehrgedichten schrieben Parmenides und Empedokles, Platons Dialoge fanden Nachfolger bei Abaelard, Leibniz oder Berkeley; es gibt belehrende Briefe bei Epikur, Cicero oder Seneca; Autobiografien bei Descartes oder Augustinus haben hohen philosophischen Gehalt; stark literarisch bestimmt sind die Essays bei Montaigne oder die Aphorismen von Lichtenberg, Schopenhauer, Nietzsche oder Wittgenstein. Auch unmittelbare Lehrtexte können sehr unterschiedlichen Charakter haben von den Meditationen bei Descartes und den thematischen Abhandlungen bei Locke, Hume und Rousseau bis hin zum systematischen Lehrbuch bei Christian Wolff. Kant formulierte seine Erkenntnistheorie gleich auf zweifache Weise. Nachdem seine auf synthetische Basissätze aufbauende Kritik der reinen Vernunft keine ausreichende Resonanz gefunden hatte, bot der den Stoff einige Jahre später in den Prolegomena noch einmal, nun in einer analytischen Darstellung. Die modernen Texte der hermeneutischen Tradition unterscheiden sich deutlich von der mathematisch-logischen Struktur der Texte der Vertreter der modernen analytischen Philosophie.

### Philosophie und Religion
Der Übergang „vom Mythos zum Logos“, der in den Anfängen der griechischen Philosophie vollzogen wurde, bedeutet auch die Übernahme von religiösen Funktionen durch die Philosophie. An die Stelle einer anthropomorphen Götterwelt traten abstrakte Prinzipien als Urgrund zur Erklärung des Daseins. Es entstand das Denken des Apeiron, das als Weltgeist oder Nous für das Transzendentale steht. Platon entwickelte das Bild eines göttlichen Demiurgen und Aristoteles sprach von einem unbewegten Beweger als Ausgangspunkt des Werdens. Trotz dieser philosophischen Sicht auf das Göttliche konnte die Philosophie von Anbeginn aber das religiöse Bedürfnis nicht gänzlich befriedigen. „Tatsächlich steht Philosophie in den meisten ihrer Traditionen in einer engen Beziehung zu den Religionen, die in der Gesellschaft leitend sind, in denen sie entsteht. Es gibt eine Reihe von Fragestellungen jeder philosophischen Tradition, die ihre Wurzeln vorwiegend oder sogar ausschließlich in religiösen Ideen oder Lehren haben. Dennoch dürfen die beiden nicht gleichgesetzt oder verwechselt werden: Jede Religion kennt Autoritäten, die zu akzeptieren sind, an die zu ‚glauben’ ist. Philosophie hingegen hat keine ‚heiligen’ Bücher, keine ‚Dogmen’, keine ‚rechtgläubige’ Tradition.“
Die frühen Vertreter des Christentums mussten bald erkennen, dass mit der Inkarnation, der Menschwerdung Jesu Christi, das Reich Gottes (Βασιλεία του Θεού) noch nicht angebrochen war, so dass die Eschatologie einen weiteren Horizont brauchte. Sie begannen daher, das christliche Leben auf die Welt zu orientieren, wobei zwei Wege möglichen waren. Zum einen die Strategie, die Tertullian verkörpert, die jegliche Philosophie als weltlich ablehnt und als einzig gültige Orientierung die Offenbarung anerkennt. Zum anderen die Anlehnung an die Verbindung zur Philosophie, die Philon in Alexandria für das Judentum aufgezeigt hatte, und die Justin und vor allem Origenes vollzogen. Die Verbindung wurde hergestellt, indem die Philosophie der vorchristlichen Welt als Vorstufe, als Suche nach der „richtigen“ Wahrheit interpretiert wurde, die nun in der Offenbarung ihre Erfüllung fand. So konnte das Christentum insbesondere das platonische Denken ohne Bruch zu den eigenen Lehren in sich aufnehmen. Die philosophische Wahrheit und Weisheit wurde zum Vorboten der christlichen Wahrheit und Weisheit. Der platonische Demiurg des Timaios wurde zur Vorahnung des christlichen Gottes. Diese Verbindung führte aus Sicht von Gadamer zu einer „Überfremdung der christlichen Botschaft durch die griechische Philosophie […], die der Neoscholastik des 20. Jahrhunderts ebenso zugrunde lag wie der klassischen Scholastik des Mittelalters.“

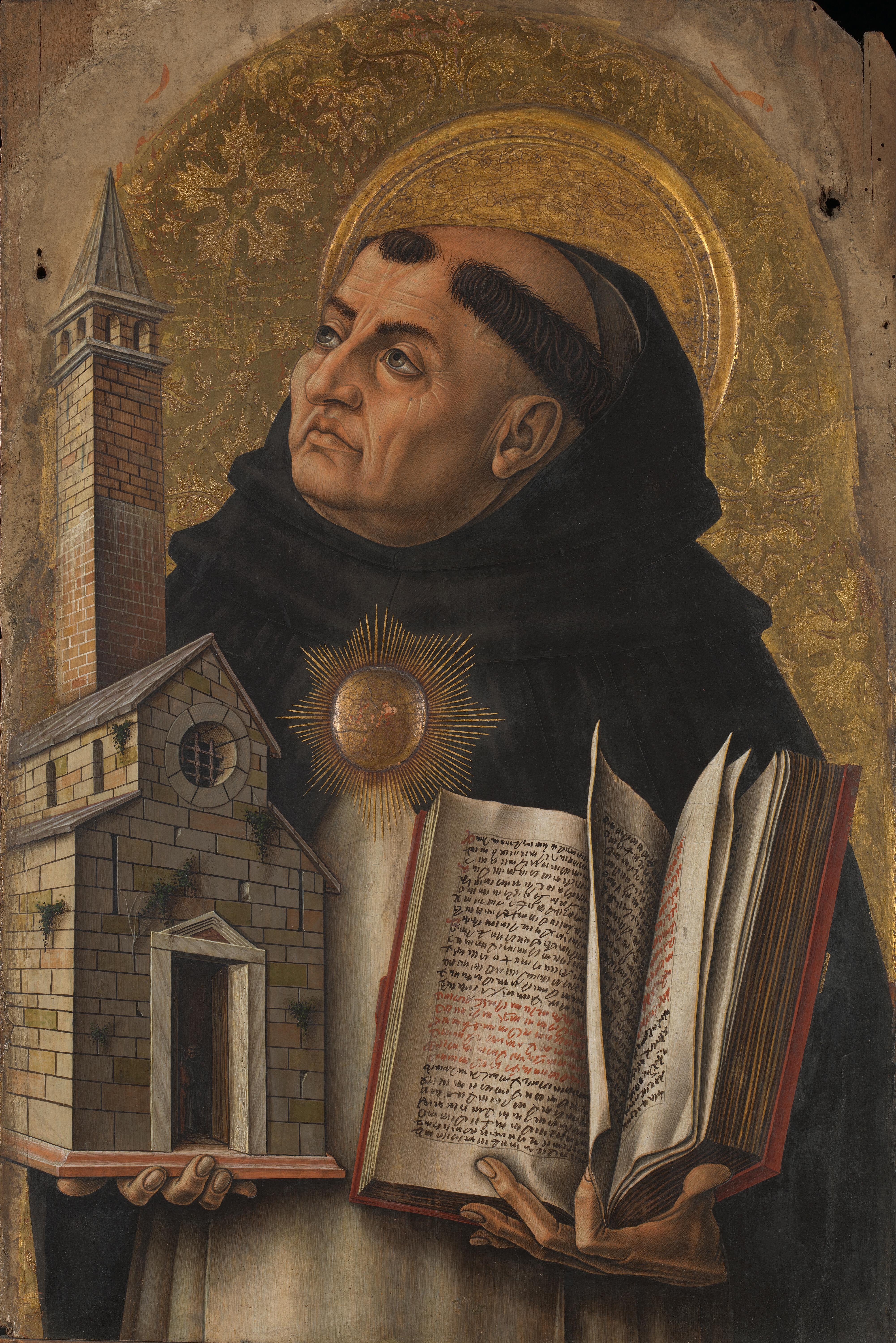
Thomas von Aquin (postum von Carlo Crivelli, 1476)

Prägend für das Mittelalter bis hin zu Luther wurde Augustins Zwei-Reiche-Lehre mit der Entgegensetzung von weltlichem und Gottesstaat, die er angesichts der untergehenden Theokratie des römischen Reiches entwickelte. Die philosophische Vernunft verlor ihren Stellenwert als Leitbild und erhielt ihren Platz als Dienerin des Glaubens in der Geschichte des Denkens für annähernd 1000 Jahre. Noch in der Frühscholastik, so etwa bei Petrus Damiani wurde die Philosophie als „Magd der Theologie“ betrachtet. Erst mit der Entdeckung vieler bis dahin unbekannter aristotelischer Schriften in der Hochscholastik setzte ein neues Denken ein. Albertus und Thomas waren um eine höchstmögliche Integration der Philosophie bemüht, auch wenn sie an ihrer Stellung im Grundsatz nicht rührten. Allmählich verstärkte sich jedoch der Druck, philosophischen Einsichten stärker zu folgen. Gegen fragwürdige Thesen leistete die Kirche Gegenwehr, wie sie in den Pariser Verurteilungen manifest wurde. Doch der Bruch, die Trennung von Glauben und Wissen, sie sich bei Scotus andeutete, wurde immer offensichtlicher. Denker der Spätscholastik wie Ockham oder Marsilius und auch ein Dante öffneten die Tür zur Renaissance, in der der Konflikt deutlich offener ausgetragen wurde. Die gewaltsame Reaktion von Staat und Kirche mit der Inquisition brachte Giordano Bruno und andere zwar auf den Scheiterhaufen und zwang viele zum Widerruf oder zum Schweigen, konnte aber das Streben nach Aufklärung nicht nachhaltig unterdrücken. Luthers Forderung, den Glauben allein aus der Schrift (sola scriptura) zu begründen, forcierte die Trennung von Philosophie und Theologie. In der Aufklärung zogen sich immer mehr Philosophen auf einen Deismus zurück, kirchenkritische Äußerungen galten aber verbreitet noch als gefährlich, so dass noch manche Schrift anonym veröffentlicht oder erst postum bekannt wurde. Der Ruf einen Spinozismus zu vertreten bedeutete Ungemach und selbst Kant erhielt mit seiner religionsphilosophischen Haltung im Alter noch Schreibverbot. So musste er im Streit der Fakultäten feststellen, dass die Philosophie an der Universität immer noch die Rolle der Magd zugewiesen bekomme. Allerdings setzte er dagegen, dass die Magd ihrer Herrin die Fackel vorantrage und nicht die Schleppe nachtrage. Selbst Fichte verlor noch seine Stellung aufgrund des Atheismus-Vorwurfes. Doch nur wenige Jahre später, in der Mitte des 19. Jahrhunderts, waren wesentliche Hürden überwunden und es kam zur offenen Erklärung von Gottes Tod durch Nietzsche (Fröhliche Wissenschaft, 125).
Bis in die Gegenwart lehnen viele Philosophen weitgehend eine positive Religion ab und betrachten die Philosophie als der Religion überlegen. Theologen wiederum werfen manchen Forschern vor, eine willkürliche Einschränkung der Wissenschaft auf einen ontologischen Naturalismus vorzunehmen.
Andererseits gab es immer wieder mathematisch und naturwissenschaftlich hochgebildete Philosophen von Blaise Pascal bis Carl Friedrich von Weizsäcker und den Vertretern des Neuthomismus, die ihre Positionen auch als Philosophen aus einem tiefen Glauben heraus begründen. Alfred North Whitehead gilt gar als Begründer einer neuen religionsphilosophischen Strömung, der vor allem in Nordamerika verbreiteten Prozesstheologie.

### Philosophie als Fachwissenschaft
Auch die Ausgestaltung der Philosophie als Wissenschaft geht mindestens auf Platon und Aristoteles zurück. Platon begründete den auch in der Gegenwartsphilosophie gültigen Begriff des Wissens als wahre und begründete Meinung. Mit seiner Akademie gab er der Philosophie einen institutionellen Rahmen und schuf so die Grundlage einer Schulphilosophie. Mit seiner Methode des Dialogs betonte er die Offenheit und den diskursiven Charakter philosophischen Denkens und entwickelte mit der Dialektik und der Methode der Dihairesis konkrete Instrumente zur Analyse der von ihm aufgeworfenen Fragen. Seine Ideenlehre kann als erstes philosophisches System gelten.
Aristoteles, selbst Schüler der Akademie, löste sich von Platons Vorstellung der Philosophie als einem ganzheitlichen Wissensbestand und unterschied die Philosophie von den übrigen Disziplinen, die sich nicht mit den Prinzipienfragen nach dem Seienden, sondern mit dem positiven Wissen befassen (Anal. Post. II 1–7, 10). Die Metaphysik bzw. Ontologie befasst sich mit dem Wesen des Seienden (ousia), während Einzelwissenschaften die Verhältnisse der schon als seiend erkannten Gegenstände untereinander zum Thema haben. Aristoteles zeigte sich als strenger Empiriker, für den Wissen nur aus Sinneswahrnehmungen entstehen kann. Wissenschaft bedeutete für ihn entweder die deduktive Ableitung von Aussagen aus eindeutigen Tatsachen oder das Erkennen von methodisch hergeleiteten Prinzipien, die zu einem Kanon von gültigen Aussagen führen. Wissen ist lehrbar (Met. I 1, 981 b 7–9). Es unterteilt sich in Theorie (Physik, Metaphysik (Met. VI 1, 1026 a 7 – 33)), Praxis (Ethik, Politik, Oikoslehre (EN I 1, 1094 a 26 – b 13)) und Poietik (Medizin, Handwerk, Kunst (EN 1094 a 7 – 9). Zudem schuf Aristoteles mit der Syllogistik eine wesentliche Grundlage für wissenschaftliche Beweisführung, die erst im 19. Jahrhundert mit der Prädikatenlogik eine wesentliche Erweiterung erfuhr, die zu neuen Perspektiven führte. Auch die Ethik verstand Aristoteles nicht nur als Anleitung zum praktischen Handeln, sondern in der Einleitung zur Nikomachischen Ethik setzte er sich auch mit der metaethischen Frage auseinander, wie ethische Prinzipien mit wissenschaftlichen Methoden erkannt werden können. Als Maßstab galt ihm dabei die praktische Weisheit (Phronesis), aus der die Gesetze sittlichen Handens abzuleiten sind.
In der platonischen Akademie und im Peripatos, der Schule des Aristoteles, hatte sich die Philosophie als Profession ihre Institutionen geschaffen. Weil die beiden Schulen bestimmte an den Schulgründern orientierte Lehren vertraten, kam es zu weiteren Schulgründungen durch Epikur, bei dem die materialistischen Ideen der Atomisten und eine am Nutzen orientierte Ethik ihre Heimat fanden, sowie durch Zenon von Kition, der in der Stoa einen ganzheitlichen Zugang zur Welt durch Selbstbeherrschung und Gelassenheit lehrte. Lediglich der Skeptizismus als philosophische Grundposition fand keinen institutionellen Rahmen, wenn auch skeptische Gedanken in der Akademie eine Zeit lang eine herausragende Bedeutung hatten.
Seit dem Mittelalter ist Philosophie ein universitäres Lehrfach. Es war zunächst ein ergänzendes und hierarchisch untergeordnetes Lehrfach zur Theologie. Sie geriet in die Rolle einer Propädeutik, indem die sieben freien Künste und der Abschluss des Magister artium Voraussetzung für das „höhere“ Studium der Medizin, des Rechts und insbesondere der Theologie wurden. Da die Inhalte der oberen Fächer keinen Raum ließen, sammelte sich in der Artistenfakultät das breite Spektrum, mit dem sich schon Aristoteles befasst hatte. So erwarben auch naturwissenschaftlich orientierte Denker den Doktor der Philosophie. Andererseits waren auf diese Weise Kenntnisse der Mathematik und in den Naturwissenschaften selbstverständliche Inhalte philosophischer Ausbildung. Viele große Philosophen von Cusanus über Descartes bis hin zu Leibniz und auch Kant trugen auch maßgeblich zum Fortschritt in anderen Wissensgebieten bei. Naturwissenschaftliche Arbeiten wie Newtons „Mathematische Prinzipien der Naturphilosophie“ (Naturalis philosophiae principia mathematica) verstanden sich als Leistungen im Rahmen des philosophischen Kanons. Erst seit der Säkularisierung im 17. Jahrhundert sind Philosophie und Theologie weitgehend getrennt. Erst in der Aufklärung entstanden eigenständige Lehrstühle für Philosophie, die von den Naturwissenschaften getrennt waren, aber immer noch das gesamte geisteswissenschaftliche Spektrum zum Inhalt hatten. Mit Kant und Nietzsche ging die Hoffnung auf metaphysische Gewissheit verloren. Nikolaus Kopernikus, Charles Darwin und Albert Einstein veränderten das Weltbild gravierend. Aussagen über das Sein, den Sinn des Lebens, aber auch über den Ursprung der Werte wurden fraglich. In der Moderne verbleibt der Philosophie überwiegend die Aufgabe der Reflexion und der Diskussion mit den Fachwissenschaften über ihre Voraussetzungen, d. h. die Bedingungen der Möglichkeit Wissen zu erlangen. Die seit dem 18. Jahrhundert an den großen Universitäten eingerichteten philosophischen Lehrstühle gerieten im 19. und 20. Jahrhundert in ihrer inhaltlichen Ausrichtung zunehmend unter den Spezialisierungsdruck der sich verselbständigenden Fachwissenschaften. Seit der Aufklärung, aber besonders unter dem Eindruck des sowjetischen Marxismus und vor allem des Nationalsozialismus wurden Ideologie und Totalitarismus immer mehr Feindbilder der Philosophie. So findet der Diskurs der Philosophie an den Universitäten häufig nicht nur von der Religion, sondern auch von den Sozialwissenschaften, von Literatur und Kunst weitgehend abgetrennt als theoretische Philosophie mit einer starken Betonung von Wissenschaftstheorie, Sprachanalyse und Logik statt. Darüber hinaus sind die Universitäten in ihrem Selbstverständnis geprägt durch die Vermittlung der sogenannten philosophischen Disziplinen Logik, Ethik, Erkenntnistheorie, Wissenschaftstheorie und Philosophiegeschichte im Rahmen der Lehrerausbildung. Dennoch gibt es auch in der Fachwissenschaft immer wieder Impulse am öffentlichen Diskurs der Gegenwart teilzunehmen wie z. B. in ethischen Fragen zur Technik, zur Ökologie, zur Genetik, in der Medizin oder in der interkulturellen Philosophie.

### Philosophie als populäre Weisheit
Bereits bei den Sophisten und Sokrates wurde die Philosophie der Lebenskunst gelehrt. Traditionell wurde als Sinn des Lebens das Erlangen der Glückseligkeit (eudaimonía) angesehen. Platon setzte dies um in eine Ethik, deren Leitfaden die Kardinaltugenden sind. Bei Aristoteles entwickelte sich hieraus eine systematische Tugendethik, die das Mittlere (mesotes) zum Maßstab machte. Er verfasste auch eine Mahnschrift (Protreptikos), die in der Geschichte als literarische Gattung eine Reihe von Nachfolgern hatte. In der der römischen Literatur findet sich eine Vielzahl von Schriften, die als Leitfaden für ein vernünftiges Leben dienen und sich an ein breites Publikum wenden. Zu nennen sind etwa von Cicero De finibus bonorum et malorum („Über das höchste Gut und das größte Übel“) oder Tusculanae disputationes („Gespräche in Tusculum“), von Seneca De vita beata („Vom glücklichen Leben“) und die Epistulae morales ad Lucilium („Briefe zur Moral an Lucilius“), von Epiktet das Handbüchlein der Moral oder von Marc Aurel die Selbstbetrachtungen, alles Schriften, die sich auch in der Gegenwart großer Beliebtheit erfreuen. Viele dieser Weisheiten wurden im Mittelalter in Form von Florilegien und Epigramm-Sammlungen transportiert. Als Protreptikos gilt auch Der Trost der Philosophie des Boethius, der vor allem im Mittelalter große Wirkung entfaltete.
Seit im 18. Jahrhundert die Aufklärer Voltaire, Rousseau und Diderot (als Impulsgeber der Enzyklopädie mit dem Ziel der Aufklärung durch Wissen) in Frankreich philosophes genannt wurden, versteht man hier in der Tradition von Montaigne allgemein unter Philosophen gelehrte Schriftsteller, die sich über populäre, also über alle angehende Themen auslassen – so auch Goethe und Schiller. Denker des 18. und 19. Jahrhunderts wie Adam Smith, Abraham Lincoln, Jean Paul, Friedrich Nietzsche, Émile Zola, Lew Tolstoi, Karl Marx, Sigmund Freud oder Søren Kierkegaard wurden ebenso populär als Philosophen verstanden, wie in der Gegenwart so unterschiedliche Geister wie Erich Fried, Ernst Jünger, Robert Jungk, Paul Watzlawick, Hans Magnus Enzensberger, Umberto Eco, Carl Friedrich von Weizsäcker, Stanisław Lem und Peter Sloterdijk.

## Historische Darstellungen der Geschichte der Philosophie
- Diogenes Laertios: Leben und Meinungen berühmter Philosophen: Erster Band: Bücher I–VI. / Zweiter Band: Bücher VII-X. Übersetzung Otto Apelt, Meiner, Hamburg 2008, ISBN 978-3-7873-1881-0 (Übersetzung von 1806)

Aufklärung (18. Jahrhundert)
- Johann Jakob Brucker: Kurtze Fragen aus der Philosophischen Historie Band 1 (1731); Erste Anfangsgründe der philosophischen Geschichte. Als ein Auszug seiner größeren Werke Bartholomäi, Ulm 1751 (Google Books)
- Joseph Marie Degérando: Vergleichende Geschichte der Systeme der Philosophie: mit Rücksicht auf die Grundsätze der menschlichen Erkenntnis. Marburg 1806. Google-Books
- Wilhelm Ludwig Gottlob von Eberstein: Versuch einer Geschichte der Logik und Metaphysik bey Den deutschen bis auf die gegenwärtige Zeit, herausgegeben von Johann August Eberhard, Halle, 2. Bände, 1794 und 1799 Band 1
- Johannes Gurlitt: Abriß der Geschichte der Philosophie. Müller, Leipzig 1786 (Google Books)
- Heinrich Heine: Zur Geschichte der Religion und Philosophie in Deutschland (zeno.org)
- Christoph August Heumann: Acta philosophorum, Das ist, Gründliche Nachrichten aus der Historia Philosophica, Nebst beygefügten Urtheilen aus denen dahin gehörigen alten und neuen Büchern. Renger, Halle, 1715–1727 (18 Hefte), Nachdruck Bristol 1997 (Google Books)
- Michael Hißmann: Anleitung zur Kenntniss der auserlesenen Litteratur in allen Theilen der Philosophie, Meyersche Buchhandlung, Göttingen und Leipzig 1790 (16 Seiten, Google Books)
- Christoph Meiners: Grundriss der Geschichte der Weltweisheit. Meyersche Buchhandlung, Lemgo 1786 (Google Books)
- Erhard Gottlieb Steck: Die Geschichte der Philosophie, Erster Theil: Die Weltweisheit der Alten. Hartmann, Riga 1805 (Google Books)
- Dieterich Tiedemann: Geist der spekulativen Philosophie. Marburg Band 1: Von Thales bis Sokrates (1791); Band 2: von Sokrates bis Carneades (1791); Band 3: von der neuern Akademie bis auf die Araber (1793); Band 4: von den Arabern bis auf Raymund Lullius (1795); Band 5: von Raymundus Lullius bis auf Thom. Hobbes (1796); Band 6 von Thomas Hobbes bis auf Georg Berkeley (1797)

Kantianismus
- Johann Gottlieb Buhle: Geschichte der neueren Philosophie seit der Epoche der Wiederherstellung der Wissenschaften; Erster Band: Einleitung. Welche eine Uebersicht der älteren philosophischen Systeme bis zum fünfzehnten Jahrhunderte enthält, Rosenbusch, Göttingen 1800 (Google Books); Lehrbuch der Geschichte der Philosophie und einer Kritischen Literatur derselben. Vandenhoeck & Ruprecht, Göttingen, Sechster Theil. Zweyte Hälfte (1801), Siebenter Theil (1802)
- Friedrich August Carus: Ideen zur Geschichte der Philosophie. Nachgelassene Werke Vierter Theil, Barth und Kummer, Leipzig 1809 (Google Books)
- Jakob Friedrich Fries: Die Geschichte der Philosophie: dargestellt nach den Fortschritten ihrer wissenschaftlichen Entwicklung. Halle (Buchhandlung des Waisenhauses) 1840. Google-Buch
- Georg Gustav Fülleborn: Beyträge zur Geschichte der Philosophie, Frommann, Jena: Band 2, V.-VIII Stück, Band 3, Bände 11–12, Nebst Registern
- Johann Christian August Grohmann, Karl Heinrich Ludwig Pölitz: Neue Beyträge zur kritischen Philosophie und insbesondere zur Geschichte der Philosophie. Akademieverlag, Berlin 1798 (Google Books)
- Wilhelm Traugott Krug: Geschichte der Philosophie alter Zeit vornehmlich unter Griechen und Römern. Fleischer der Jüngere, Leipzig 1815, S. 3–31. Google Books
- Friedrich Albert Lange: Geschichte des Materialismus und Kritik seiner Bedeutung in der Gegenwart. Iserlohn (Baedeker) 1866. Google-Buch
- Joseph Socher: Grundriss der Geschichte der philosophischen Systeme von den Griechen bis auf Kant. Lentner, München 1802 (Google Books)
- Wilhelm Gottlieb Tennemann: Geschichte der Philosophie. 11 Bände, Leipzig (Barth) 1798–1829. Band 1, Band 2, Band 4, Band 8/2, Band 9; Wilhelm Gottlieb Tennemann's Grundriß der Geschichte der Philosophie: für den akademischen Unterricht. 5. Auflage. (oder dritte Bearbeitung durch Amadeus Wendt) Barth, Leipzig 1929 (Google Books)

Romantik und Idealismus
- Friedrich Ast: Grundriss der Geschichte der Philosophie. 2. Auflage. Thomann, Leipzig 1825 (Google Books)
- Carl Friedrich Bachmann: Ueber Geschichte der Philosophie: Nebst einem Sendschreiben an Prof. Reinhold in Kiel. Cröker, 2. Auflage. Jena 1820 (Google Books), Ueber die Philosophie meiner Zeit: zur Vermittlung, Cröker, Jena 1816 (Google Books), Ueber Hegel's System und die Nothwendigleit einer nochmaligen Umgestaltung der Philosophie. Vogel, Leipzig 1833 (Google Books)
- Johann Eduard Erdmann: Einleitung in eine wissenschaftliche Darstellung der Geschichte der neuern Philosophie. Frantzen, Riga/Dorpat 1834 (Google Books); Versuch einer wissenschaftlichen Darstellung der Geschichte der neuern Philosophie: Band 1/1 Darstellung und Kritik der Philosophie des Cartesius: nebst einer Einleitung in die Geschichte der neuern Philosophie Frantzen, Riga und Dorpat 1834; Band 1/2: Malebranche, Spinoza und die Skeptiker und Mystiker des siebzehnten Jahrhunderts (1836); Band 2/1: Die Entwicklung des Empirismus und Materialismus in der Zeit zwischen Locke und Kant Vogel, Leipzig 1840; Band 2/2: Leibnitz und die Entwicklung des Idealismus vor Kant (1842); Band 3/1: Die Entwicklung der deutschen Speculation seit Kant, Theil 1 1848; Band 3/2: Die Entwicklung der deutschen Speculation seit Kant, Theil 2. 1853; Grundriss der Geschichte der Philosophie: Band 1 Philosophie des Altertums und des Mittelalters, Hertz, Berlin 1866, Band 2 Philosophie der Neuzeit. 2. Auflage. Hertz, Berlin 1870
- Kuno Fischer: Geschichte der neueren Philosophie. Band 1–10. Bassermann und Mathy. Band 1 1854, Band 2 2. Auflage. 1867, Band 5 (1869)
- Georg Wilhelm Friedrich Hegel: Vorlesungen über die Philosophie der Geschichte. 3. Auflage. Duncker & Humblot, Berlin 1848, Google-Buch
- Georg Wilhelm Friedrich Hegel: Vorlesungen über die Geschichte der Philosophie. Werke in zwanzig Bänden. Band 18–20, Suhrkamp, Frankfurt 1971 (zeno.org)
- Johann Gottfried von Herder: Auch eine Philosophie der Geschichte zur Bildung der Menschheit: Beytrag zu vielen Beiträgen des Jahrhunderts. 1774. Google-Buch
- Anselm Rixner: Handbuch der Geschichte der Philosophie zum Gebrauche seiner Vorlesungen. Band 3, Band 4 als Supplement von Victor Philipp Gumposch zur 2. Aufl. 1850
- Karl Rosenkranz: Geschichte der Kant'schen Philosophie. Voss, Leipzig 1840 Google Books
- Friedrich Wilhelm Joseph Schelling: Zur Geschichte der neueren Philosophie. Münchener Vorlesungen (zeno.org)
- Friedrich von Schlegel: Philosophie der Geschichte: in achtzehn Vorlesungen gehalten zu Wien im Jahre 1828. Schaumburg & Compagnie, Wien 1829. Google Books

Hermeneutik und Historik
- Archiv für Geschichte der Philosophie. de Gruyter, Berlin, Bände 1–23 (1888–1910) mit „Jahresberichte über sämtliche Erscheinungen auf dem Gebiete der Geschichte der Philosophie“; Bände 24–41 mit „Die neuesten Erscheinungen auf dem Gebiete der Geschichte der Philosophie“ (Digitalisierungen bei archive.org)
- Christian August Brandis: Von dem Begriff der Geschichte der Philosophie. Bonnier, Copenhagen 1815 (Google Books)
- Franz Clemens Brentano: Geschichte der Philosophie der Neuzeit. Hrsg. von Klaus Hedwig aus dem Nachlass (nach der Vorlesung im SS 1870). Meiner, Hamburg 1987. Google-Books
- Martin Deutinger: Geschichte der Philosophie. Erster Band. Erste Abteilung. Manz, Regensburg 1852. Google Books
- Wilhelm Dilthey: Allgemeine Geschichte der Philosophie: Vorlesungen 1900–1905. Vandenhoeck & Ruprecht, Göttingen 2000. Google Books
- Ludwig Feuerbach: Geschichte der neuern Philosophie von Bacon von Verulam bis Benedikt Spinoza. Ansbach 1833–1837, 2 Bde. (zeno.org)
- Karl Fortlage: Die Lücken des Hegel'schen Systems der Philosophie. Nebst Andeutung der Mittel, wodurch eine Ausfüllung derselben möglich ist. Groos, Heidelberg/Leipzig 1832 (Google Books); Genetische Geschichte der Philosophie seit Kant. Brockhaus, Leipzig 1852 (Google Books)
- Conrad Hermann: Philosophie der Geschichte. Leipzig (Fleischer) 1870. Google-Buch
- Königlich Preußische Akademie der Wissenschaften: Preisschriften über die Frage: Welche Fortschritte hat die Metaphysik seit Leibnitzens und Wolffs Zeiten in Deutschland gemacht? Maurer, Berlin 1796 (mit den Beiträgen von Johann Christoph Schwab, Karl Leonhard Reinhold, Johann Heinrich Abicht) (Google Books)
- Gotthard Oswald Marbach: Lehrbuch der Geschichte der Philosophie. Wigand, Leipzig 1838 (Google Books)
- Heinrich Ritter: Preisschrift ueber die Philosophie des Cartesius und Spinoza und ihre gegenseites Berührungspunkte. Nebst einer Zugabe: Ueber die Bildung des Philosophen durch die Geschichte der Philosophie. Brockhaus, Leipzig/Altenburg 1817 (Google Books)
- Heinrich Ritter: Geschichte der Philosophie. Perthes, Hamburg 1829–1850. alle Bände
- Eduard Maximilian Röth: Geschichte unserer abendländischen Philosophie. Entwicklungsgeschichte unserer spekulativen, sowohl philosophischen als religiösen Ideen von ihren Anfängen bis auf die Gegenwart. Band 1: Die ägyptische und die zoroastrische Glaubenslehre als die ältesten Quellen unserer spekulativen Ideen. Mannheim 1846, Band 2: Griechische Philosophie. Die ältesten ionischen Denker und Pythagoras. Bassermann, Mannheim 1858.
- Friedrich Schleiermacher: Geschichte der Philosophie. Aus Schleiermachers handschriftlichem Nachlasse herausgegeben von H[einrich] Ritter. Reimer, Berlin 1939 (Google Books)
- Eduard Schmidt: Umrisse zur Geschichte der Philosophie. Dümmler, Berlin 1839 (Google Books)
- Albert Schwegler: Geschichte der Philosophie im Umriß. Franck, Stuttgart 1848 (Google Books)
- Heinrich Christoph Wilhelm von Sigwart: Die Propädeutik der Geschichte der Philosophie oder über den Begriff, die Methode und den Anfang der Geschichte der Philosophie. Laupp, Tübingen 1840 (Google Books)
- Adolf Trendelenburg: Geschichte der Kategorienlehre. Bethge, Berlin 1846 (Google Books)
- Friedrich Ueberweg: Grundriß der Geschichte der Philosophie. 2. Auflage. Mittler & Sohn, Berlin 1865 Google Books
- Eduard Zeller: Geschichte der deutschen Philosophie. Oldenbourg, München 1873 (online)

### Unterhaltsame erste Zugänge
- Franz-Peter Burkard, Peter Kunzmann, Axel Weiß: dtv-Atlas Philosophie. dtv, München 1993, ISBN 3-423-08600-9.
- Luciano De Crescenzo: Geschichte der griechischen Philosophie. Die Vorsokratiker. Aus dem Italienischen von Linde Birk. Diogenes, München 1990, ISBN 3-257-21912-1.
- Luciano De Crescenzo: Geschichte der griechischen Philosophie. Von Sokrates bis Plotin. Aus dem Italienischen von Linde Birk. Diogenes Verlag, München 1990, ISBN 3-257-21913-X.
- Luciano De Crescenzo: Kleine Geschichte der mittelalterlichen Philosophie. btb Verlag, München 2005, ISBN 3-442-73273-5.
- Martin Grimsmann, Lutz Hansen: Die Geschichte der Philosophie. Poster 70 × 100 cm. Hegel-System, Hamburg 2008, ISBN 978-3-939194-38-5.
- Ekkehard Martens, Eckhard Nordhofen, Joachim Siebert (Hrsg.): Philosophische Meisterstücke I. Reclam, Stuttgart, ISBN 978-3-15-009735-9.
- Robert C. Solomon, Kathleen M. Higgins: Eine kurze Geschichte der Philosophie. Piper, München u. a. 2000, ISBN 3-492-04185-X.
- Volker Spierling: Kleine Geschichte der Philosophie. 50 Porträts von der Antike bis zur Gegenwart. 2. Auflage. Piper, München u. a. 2004, ISBN 3-492-23625-1.
- Wilhelm Weischedel: Die philosophische Hintertreppe. 27. Auflage. Nymphenburger, München 2002, ISBN 3-485-00863-X.

### Einführungen
- Ernst von Aster (aktualisiert und ergänzt von Ekkehard Martens): Geschichte der Philosophie. 18. Auflage. Kröner, Stuttgart 1998, ISBN 3-520-10818-6.
- Otfried Höffe (Hrsg.): Klassiker der Philosophie. Band 1: Von den Vorsokratikern bis David Hume. Beck, München 2008, ISBN 978-3-406-56801-5; Band 2: Von Immanuel Kant bis John Rawls. Beck, München 2008, ISBN 978-3-406-56802-2.
- Otfried Höffe: Kleine Geschichte der Philosophie. 4. Aufl. C. H. Beck, München 2022, ISBN 978-3-406-79546-6.
- Karl Jaspers: Die großen Philosophen. Piper, München 1995, ISBN 3-492-21002-3.
- Dominik Perler, Ansgar Beckermann (Hrsg.): Klassiker der Philosophie heute. Reclam, Stuttgart 2010, ISBN 978-3-15-018731-9.
- Wolfgang Röd: Der Weg der Philosophie. Band 1: Altertum, Mittelalter, Renaissance. 2. Auflage. Beck, München 2008, ISBN 978-3-406-58580-7; Band 2: 17. bis. 20. Jahrhundert. 2. Auflage. Beck, München 2009, ISBN 978-3-406-58581-4.
- Bertrand Russell: Denker des Abendlandes. Eine Geschichte der Philosophie. Mit Vorbemerk. v. Willy Hochkeppel. 7. Auflage. dtv, München 2004, ISBN 3-423-30019-1.
- Hans Joachim Störig: Kleine Weltgeschichte der Philosophie. Fischer, Frankfurt 2004, ISBN 3-596-50832-0. (17. Auflage, Kohlhammer, Stuttgart 1999)
- Wilhelm Windelband: Lehrbuch der Geschichte der Philosophie. 18. Auflage. Mohr Siebeck, Tübingen 1993, ISBN 3-16-145790-0. (3. Aufl. 1903) (Werke bei archive.org)
- Robert Zimmer, Martin Morgenstern: Die großen Fragen. Eine Geschichte der philosophischen Probleme im Überblick. Reclam, Stuttgart 2011, ISBN 978-3-15-020216-6.
- Reinhold Zippelius: Geschichte der Staatsideen. 10. Auflage. C. H. Beck, München 2003, ISBN 3-406-49494-3.

### Allgemeine Philosophiegeschichten
- Rüdiger Bubner (Hrsg.): Geschichte der Philosophie in Text und Darstellung. 8 Bände Reclam, Stuttgart 1978–1984 (u.ö.).
- Mathias Bertram (Hrsg.): Geschichte der Philosophie, Digitale Bibliothek Band 3, 2. Ausgabe, CD-ROM, Directmedia Publishing GmbH, Berlin 2004, ISBN 3-89853-403-0.
- François Châtelet mit anderen: Geschichte der Philosophie. 8 Bände, Ullstein 1975, Original: Histoire de la philosophie. Idées. Doctrines. 8 Bände, 1972–1973, in Teilen neu aufgelegt als La philosophie. 4 Bände, Verviers, Marabout 1979.
- Frederick Copleston: A history of philosophy. 12 Bände Continuum, London u. a. 2003.
- Curt Friedlein: Geschichte der Philosophie. 13. Auflage. Berlin 1980.
- Anthony Kenny: Geschichte der abendländischen Philosophie: Antike – Mittelalter – Neuzeit – Moderne. Primus Verlag 2012, ISBN 978-3-86312-339-0, 4 Bände. (engl. A New History of Western Philosophy. Oxford u. a.: Oxford University Press 2010, ISBN 978-0-19-958988-3).
- George H. R. Parkinson, S. G. Shanker (Hrsg.): Routledge History of Philosophy. 10 Bände, Routledge, London 1993 ff. (Band II (PDF; 3,1 MB), Band III, Band V (PDF; 2,3 MB), Band VI (PDF; 2 MB), Band VIII (PDF; 2,7 MB), Band IX, Band X; PDF; 2,1 MB)
- Wolfgang Röd: Geschichte der Philosophie. 14 Bde., Beck, München 1986–2019.
- Franz Schupp: Geschichte der Philosophie im Überblick. 3 Bde., Meiner, Hamburg 2005, ISBN 3-7873-1704-X.
- Volker Steenblock: Kleine Philosophiegeschichte, Philipp Reclam jun., Stuttgart 2002, ISBN 3-15-018198-4.
- Friedrich Ueberweg, Helmut Holzhey (Hrsg.): Grundriß der Geschichte der Philosophie. Neubearbeitung, im Erscheinen begriffen. Ca. 40 Bände. Schwabe, Basel 1983ff.
- Richard David Precht: Eine Geschichte der Philosophie. 4 Bde., Goldmann 2015–2024

Zur Vertiefung siehe auch die Literaturangaben der Artikel zu den einzelnen Perioden der Philosophiegeschichte.

### Spezielle Philosophiegeschichten
- Wolfgang Bauer (hrsg. von Josef van Ess): Geschichte der chinesischen Philosophie. Konfuzianismus, Daoismus, Buddhismus. Beck, München 2001, ISBN 3-406-47157-9.
- Maurice-Ruben Hayoun: Geschichte der jüdischen Philosophie. WBG, Darmstadt 2004, ISBN 3-534-10260-6.
- Geert Hendrich: Arabisch-islamische Philosophie. Geschichte und Gegenwart. Campus, Frankfurt am Main 2005, ISBN 3-593-37583-4.
- Heinrich Simon, Marie Simon: Geschichte der jüdischen Philosophie. Reclam, Leipzig 1999, ISBN 3-379-01656-X.
- Heinrich Zimmer: Philosophie und Religion Indiens. Suhrkamp, Frankfurt 1973, ISBN 3-518-27626-3.

Für weitere Hinweise siehe auch die Literaturangaben der Artikel Chinesische Philosophie, Indische Philosophie, Buddhistische Philosophie, Jüdische Philosophie, Islamische Philosophie, Afrikanische Philosophie.

### Theorie der Philosophiegeschichte
- Axel Beelmann: Theoretische Philosophiegeschichte. Grundsätzliche Probleme einer philosophischen Geschichte der Philosophie. Schwabe, Basel 2001, ISBN 3-7965-1705-6.
- Jürg Berthold: Kampfplatz endloser Streitigkeiten. Studien zur Geschichtlichkeit der Philosophie. Schwabe, Basel 2011, ISBN 978-3-7965-2732-6.
- Lucien Braun: Geschichte der Philosophiegeschichte. [Paris 1973], übersetzt von Franz Martin Wimmer, bearbeitet und mit einem Nachwort (PDF; 434 kB) von Ulrich Johannes Schneider. Wissenschaftliche Buchgesellschaft, Darmstadt 1990, ISBN 3-534-01745-5. (Inhalt)
- Kurt Flasch: Philosophie hat Geschichte. Band 1: Historische Philosophie. Beschreibung einer Denkart. Klostermann, Frankfurt 2003, ISBN 3-465-03267-5.
- Kurt Flasch: Philosophie hat Geschichte. Band 2: Theorie der Philosophiehistorie. Klostermann, Frankfurt 2005, ISBN 3-465-03431-7.
- Lutz Geldsetzer: Die Philosophie der Philosophiegeschichte im 19. Jahrhundert: zur Wissenschaftstheorie der Philosophiegeschichtsschreibung und -betrachtung. A. Hain, Meisenheim 1968.
- Nicolai Hartmann: Der philosophische Gedanke und seine Geschichte. In: Abhandlungen der Preußischen Akademie der Wissenschaften, Philosophisch-Historische Klasse. 1936, In: Der philosophische Gedanke und seine Geschichte. Reclam, Stuttgart 1968, ISBN 3-15-008538-1.
- Karl Jaspers: Weltgeschichte der Philosophie. Einleitung. Aus dem Nachlaß herausgegeben von Hans Saner. Piper, München 1982. (Taschenbuch: 2013, ISBN 978-3-492-30343-9)
- Heinz Kimmerle: Philosophie – Geschichte – Philosophiegeschichte. Ein Weg von Hegel zur interkulturellen Philosophie. Bautz, Nordhausen 2009, ISBN 978-3-88309-529-5. (Inhalt und Einleitung)
- Petra Kolmer: Philosophiegeschichte als Philosophisches Problem. Kritische Überlegungen namentlich zu Kant und Hegel. Alber, Freiburg/München 1998, ISBN 3-495-47870-1 .(Rezension In: Die Zeit. 1. April 1999)
- Dominik Perler: Ein historisch geschärfter Blick auf die Philosophie der frühen Neuzeit. Review von: The Cambridge History of Seventeenth-Century Philosophy by Daniel Garber and Michael Ayers, in: Philosophische Rundschau, 46, 1 (1999), S. 43–55
- Rolf W. Puster (Hrsg.): Veritas filia temporis? Philosophiehistorie zwischen Wahrheit und Geschichte.Festschrift für Rainer Specht zum 65. Geburtstag, Walter de Gruyter, Berlin, New York 1995
- Giovanni Santinello [u. a.] (Hrsg.): Models of the History of Philosophy:
  - Bd. 1: From its Origins in the Renaissance to the ‘Historia Philosophica’. Kluwer, Dordrecht [u. a.] 1993, ISBN 0-7923-2200-2
  - Bd. 2: From Cartesian Age to Brucker. Kluwer, Dordrecht [u. a.] 2011, ISBN 978-90-481-9506-0
  - Bd. 3: The Second Enlightenment and the Kantian Age. Kluwer, Dordrecht [u. a.] 2015, ISBN 978-94-017-9965-2
- Pirmin Stekeler-Weithofer: Philosophiegeschichte. de Gruyter, Berlin 2006, ISBN 3-11-018556-3.